# Интернет в Беларуси
Интернет в Беларуси — национальный сегмент сети Интернет, то есть совокупность информационных сетей, систем и ресурсов, имеющих подключение к сети Интернет, расположенных на территории государства Республика Беларусь и (или) использующих иерархические имена национального сегмента сети Интернет.
В целях обеспечения защиты интересов личности, общества и государства в информационной сфере, создания условий для дальнейшего развития национального сегмента глобальной компьютерной сети Интернет, повышения качества и доступности предоставляемой гражданам и юридическим лицам информации о деятельности государственных органов, иных организаций и интернет-услуг 1 февраля 2010 года Президентом Республики Беларусь был подписан Указ № 60 «О мерах по совершенствованию использования национального сегмента сети Интернет».
9 августа 2020 года во время проведения президентских выборов пользователи сети Интернет пожаловались на перебои в работе всемирной паутины. По состоянию на утро 10 августа Интернет по-прежнему не работал. Власти обвиняли в нефункциональном состоянии Интернета DDoS-атаки из-за рубежа, но независимые технические специалисты считают более вероятным применение государством, обладающим монополией на внешние каналы связи, технологии DPI (Deep packet inspection) и/или намеренного шейпинга. Предполагается, что использовалось программное обеспечение DPI от Sandvine Inc. Беспрепятственный доступ в Интернет начал возобновляться утром 12 августа. В последующие дни власти неоднократно отключали доступ в интернет целиком или только для мобильных операторов на непродолжительное время; мобильные операторы признали, что доступ ограничивался по требованию властей. В сентябре американская компания Sandvine признала, что для блокировки доступа использовалось её программное оборудование, модифицированное сторонним кодом, установленное в Национальном центре обмена трафиком.

## Операторы

### РУП «Белтелеком»
РУП «Белтелеком» — ведущий оператор Республики Беларусь по предоставлению услуг электросвязи. Предприятие имеет разветвленную сеть телекоммуникаций на территории страны, сеть магистральных волоконно-оптических линий связи с выходом на сопредельные государства. Предоставляет более 60 видов услуг электросвязи, в том числе через сеть пунктов коллективного пользования «Белтелеком». Является первичным Интернет-провайдером в стране. Ёмкость внешнего шлюза — не менее 1110 Гбит/сек. на 01.01.2017.
До создания РУП «Национальный центр обмена трафиком» Белтелеком являлся монополистом в сфере организации межсетевых соединений провайдеров внутри страны и предоставление доступа провайдерам в международные линии электросвязи.

### РУП «Национальный центр обмена трафиком»
РУП «Национальный центр обмена трафиком» (НЦОТ) создано согласно Указу Президента Республики Беларусь от 30 сентября 2010 года № 515 «О некоторых мерах по развитию сети передачи данных в Республике Беларусь» в целях развития в Республике Беларусь современной инфраструктуры сети передачи данных на основе внедрения новых информационно-коммуникационных технологий, привлечения в эту сферу отечественных и иностранных инвестиций, повышения качества и снижения стоимости оказываемых услуг передачи данных.
Основными задачами предприятия являются:
- координация работ по созданию и развитию единой республиканской сети передачи данных (далее — ЕРСПД);
- управление включением (присоединением) сетей электросвязи в ЕРСПД;
- создание точек присоединения к сетям электросвязи иностранных государств и обеспечение их функционирования;
- осуществление технического контроля за пропуском международного трафика и присоединением к сетям электросвязи иностранных государств;
- обеспечение защиты от несанкционированного доступа к ЕРСПД и передаваемым по ней данным, пропуска трафика, а также управление ЕРСПД и принятие мер по её развитию;
- обеспечение равных условий доступа государственным органам и организациям, иным юридическим лицам и индивидуальным предпринимателям к ЕРСПД;
- создание информационных сетей, информационных систем и информационных ресурсов.

## Статистика
- К 12.2015 число телефонных аппаратов, подключенных к линиям стационарной телефонной сети, составляло не менее 4,4268 млн[15], из них квартирных — 3,7284 млн (ранее, к 01.01.2015 года, число телефонных аппаратов, подключенных к линиям стационарной телефонной сети, составляло не менее 4,5 млн[16], на конец 2013 года были подключены к линиям стационарной телефонной сети не менее 4,22 млн[17], на конец 2011 года — подключенных не менее 4,203 млн[18], из них квартирных — 3,5199 млн[19]).
- На 04.05.2021 количество абонентов широкополосного стационарного доступа в сеть Интернет в целом по Республике Беларусь составило не менее 3,257 млн[20]. (01.01.2017 составляло не менее 3,06 млн.[21]
- На начало 2012 года «общая монтированная ёмкость сетей передачи данных» в Беларуси составила 4,689 млн портов[22], из них:
  - в г. Минске — 2,87 млн[22] портов подключения к интернету;
  - в областных центрах Беларуси — 0,7 млн[22] портов подключения к интернету;
  - в районных центрах и прочих населённых пунктах Беларуси — 1,12 млн[22] портов подключения к интернету;
  - «общая монтированная ёмкость сетей стационарного широкополосного доступа» — 2,51 млн портов[22].
- На начало 2012 года в Беларуси насчитывалось 1,626 тыс. пунктов коллективного пользования (включая пункты коллективного доступа РУП «Белтелеком», компьютерные клубы, интернет-кафе), в которых имеются 3,488 тыс. мест с интернет-доступом (из них 2,169 тыс. мест — с широкополосным интернет-подключением)[22].
- На конец 2015 года в Республике Беларусь насчитывалось 699 отделений почтовой связи с услугой доступа в интернет[23] (в 2013—1150, в 2010—1339[23])[19].
- На 04.05.2021 всего по Республике Беларусь число абонентов, подключенных по технологии GPON, составило не менее 2,76 млн.[20] (01.07.2017 составило не менее 1,4 млн[24], на 05.05.2017, число абонентов, подключенных по технологии GPON, составляло 1,23 млн[25]).
- На 31.12.2016 всего по Республике Беларусь число абонентов, подключенных по технологии GPON, составляло 1,09 млн у РУП Белтелеком[21] (ранее, на 23.01.2015, составляло 300 тыс. у РУП Белтелеком[26], до 01.08.2013 года число абонентов, подключенных по технологии GPON, составляло 61,9 тыс.[27][28]).
- На 01.08.2013 года всего по Республике Беларусь ориентировочно не менее 1633 точек общественного беспроводного доступа Wi-Fi[29](на нач. 2012 было ориентировочно 1150 точек доступа для публичного пользования Wi-Fi (в том числе в г. Минске — не менее 550 точек)[22].
- На 26.12.2013 в доменной зоне .BY было зарегистрировано не менее 90 тыс. доменов и не менее 65 тыс. сайтов[30] (28.12.2011 было зарегистрировано до 43 тыс. доменов и 48 тыс. сайтов, всего к Байнету относилось примерно 70 тыс. сайтов (включая прочие доменные зоны))[31][32].
- Не менее 697,7 тыс. домохозяйств в Республике Беларусь имеют доступ в интернет[33].
- На конец 2015 года 63,1 % домохозяйств в стране имели персональный компьютер (в 2013 — от 51,7 % в 2014 — до 59,9 % домохозяйств), а 59,1 % домохозяйств имели доступ в интернет как с домашнего компьютера, так и с устройств мобильной связи (ранее, на начало 2012 года, 40,3 % домохозяйств имели доступ в интернет с домашнего компьютера[34], на конец 2013 — 51,9 %, на конец 2014 — 57,1 % белорусских домохозяйств имели доступ в интернет с домашнего компьютера[35]).
- На 09.2015 доступом в Интернет было обеспечено до 96,7 % школ в республике (97,3 % — школ в городах и 96,3 % — в сельских школах)[36] (ранее, на 01.10.2010, доступом в Интернет от РУП «Белтелеком» было обеспечено 87 % школ в республике, ADSL-доступ имеют более 21 % белорусских школ, среди них 43 % — городские и 9 % — сельские[37]).
- На 11.02.2011 было заявлено о том, что ёмкость оборудования широкополосного доступа к сети передачи данных в целом по Беларуси составляет не менее 1,5 млн портов[38].
- На 01.06.2011, в период с начала 2007 года, компания ZTE поставила Белтелекому более 1,5 миллионов[39] ADSL-терминалов.

В целом в Беларуси по итогам 2011 года общее количество уникальных посетителей (пользователей), воспользовавшихся услугами по доступу в сеть Интернет в компьютерных клубах и интернет-кафе, составило порядка 549 тысяч, из них порядка 538 тысяч воспользовались стационарным широкополосным доступом в сеть Интернет.

### Интернет-каналы
На 01.10.2024 года ёмкость внешнего шлюза в сеть Интернет из Республики Беларусь составила до 3920 Гбит/с (на 01.04.2021 года до 1943 Гбит/с, в 2019 — до 1551,2 Гбит/с., в 2018—1480 Гбит/с, в 2017—1338 Гбит/с, в 2016—1104 Гбит/с, в 2015—803 Гбит/с и в 2010 — 67 Гбит/с соответственно). Пропускная способность каналов, подключенных к точке обмена национальным трафиком (точка пиринга белорусского сегмента сети Интернет) на 01.01.2018 — была заявлена в 113,74 Гбит.
Пропускная ёмкость магистральной сети передачи данных РУП Белтелеком — 3,6 Тбит (ранее — 1,6 Тбит (в том числе транспортная сеть уровня Минск — областные центры составляет не менее 40 Гбит/с). Пропускная способность транспортной магистральной сети Ethernet РУП «Белтелеком» — 10 Тбит, ёмкость внутризоновых сетей передачи данных РУП Белтелеком — 3,6 Тбит.
Было обещано до 2014 года расширить канал между областными городами и районными центрами до 40 Гбит/с. РУП «Белтелеком» имеет 12 географически различных маршрутов и подключен к каналам не менее 10 крупнейших интернет-провайдеров Европы и России (Cogent, TeliaSonera, Level(3), Латтелеком, Ростелеком, Транстелеком, Мегафон, Вымпелком, МТС и РетнНет). В 2012 году РУП «Белтелеком» начало сотрудничать с одной из крупнейших международных точек обмена трафиком DE-CIX (Deutscher Commercial Internet Exchange). Далее планируется начать сотрудничество с основными точками обмена трафиком в Лондоне (LINX), Амстердаме (AMS-IX) и Стокгольме (NetNod).
В 2013—2014 годах «Белтелеком» организовало прямые пиринговые каналы с крупнейшими Интернет-ресурсами — Google, Вконтакте, Одноклассники, Mail.ru. Впоследствии расширение пиринговых каналов будет направлено на подключение видеопорталов и платформ распространения медиаконтента. Основной объём трафика, потребляемого белорусскими пользователями, приходит из-за пределов Республики Беларусь, что обусловливает величину внешнего шлюза в сеть Интернет. Потребление внутреннего белорусского трафика составляло по объёму на 02.10.2014 не более 6 % от объёма внешнего шлюза в сеть Интернет. Белтелеком планирует в срок до 2015 года довести ёмкость магистральных сетей внутри страны до 100 Гбит/c, внутризоновых сетей — до 10 Гбит/c.
«Белтелеком» с 2011 года отказался от технологии vDSL со скоростью доступа до 50 Мбит/с на меднопроводных сетях и в настоящее время (начиная с 2010 года) строит xPON-сети (позволяющие подключать на скорости до 1 Гбит/с). На конец 2010 года к xPON-сетям было подключено до 1000 абонентов. 01.06.2011 было заявлено, что компания ZTE выиграла тендер на поставку оборудования для строительства республиканской GPON-сети РУП Белтелеком. Проект обеспечит возможность реализации услуг передачи данных и видео. Оптическая сеть РУП Белтелеком будет базироваться на платформе интегрированного доступа ZXA10 C300. В 2013 году РУП «Белтелеком» подключил к сетям GPON 100,513 тыс. абонентов и ввёл в эксплуатацию 2786,684 км волоконно-оптических линий связи(ВОЛС). Следующим шагом эволюции PON будет увеличение скорости с 2,5 Гбит/с до 10 Гбит/с на входящем направлении и с 1,2 Гбит/с до 2,5 Гбит/с — в исходящем. К 06.2015 разработана система следующего поколения 10GPON, обеспечивающая указанную максимальную скорость, тестируется необходимое оборудование. Абоненты PON, заинтересованные в более высоких скоростях и дополнительных услугах, могут быть «перенесены» на 10GPON. В то же время остальные пользователи могут оставаться на существующей системе. Заявляется, что обе системы — GPON и 10GPON — могут совместно работать достаточно долгое время. На 01.01.2017 года к PON-сетям от «Белтелеком» было подключено не менее 1,09 млн абонентов. В масштабах страны число абонентов, подключенных по технологии GPON, на начало 2020 г. составило до 2,58 млн. (на начало 2019 г. — до 2,2 млн абонентов, на 01.01.2015 г. — около 290 тыс. соответственно). При этом в 2019 году по всей стране были завершены работы по обеспечению технической возможности подключения по технологии GPON всех квартир городской многоэтажной жилой застройки.
Инфраструктурный оператор (предоставляет свою инфраструктуру передачи данных для операторов связи) «Белорусские облачные технологии» (beCloud) вводит начиная с 4 квартала 2013 года в коммерческую эксплуатацию опорную сеть для Единой республиканской сети передачи данных (ЕРСПД). На 30.07.2014 уровень покрытия ЕРСПД составляет не менее 6 областных и 34 районных центров страны. В коммерческой эксплуатации уже 2 узла голосовой коммутации в Минске. В перспективе опорная сеть ЕРСПД будет расширяться в белорусских регионах и к 2020 году планируется присутствие во всех городах районного типа. ЕРСПД станет опорой в том числе начиная с 2015 года для развития сетей LTE в Республике Беларусь.
| Компания       | Дата                              | Объём интернет-канала  | Объём интернет-канала | Объём интернет-канала | Ссылки         | Другая информация |
| Компания       | Дата                              | Российское направление | Другие направления    | Общий                 | Ссылки         | Другая информация |
| -------------- | --------------------------------- | ---------------------- | --------------------- | --------------------- | -------------- | --- |
| Атлант Телеком | 2000                              |                        |                       | 64 Кбит/с             | [ 52 ]         | |
| Атлант Телеком | май 2007                          |                        |                       | 155 Мбит/с            | [ 53 ]         | |
| Атлант Телеком | май 2009                          |                        |                       | 400 Мбит/с            | [ 54 ]         | |
| Атлант Телеком | 10 декабря 2009                   |                        |                       | 640 Мбит/с            | [ 55 ]         | |
| Атлант Телеком | 25 января 2010                    |                        |                       | 700 Мбит/с            | [ 56 ]         | |
| Атлант Телеком | 26 февраля 2010                   |                        |                       | 780 Мбит/с            | [ 57 ]         | |
| Атлант Телеком | 24 августа 2010                   |                        |                       | 1,3 Гбит/с            | [ 58 ]         | |
| Атлант Телеком | 23 сентября 2010                  |                        |                       | 1,4 Гбит/с            | [ 39 ]         | 200 сотрудников, суточный трафик абонентов ~ 22,5 ТБ, в Могилёве — 5 тысяч абонентов — физических и юридических лиц. |
| Атлант Телеком | 02 февраля 2012                   |                        |                       | 3,5 Гбит/с            | [ 53 ]         | |
| Атлант Телеком | 15 марта 2012                     |                        |                       | 5 Гбит/с              | [ 60 ]         | |
| Белтелеком     | 1995                              |                        |                       | ? Мбит/с              | [ 61 ]         | Длина волоконно-оптических линий связи (ВОЛС) — до 3 тыс. км. |
| Белтелеком     | 1996                              |                        | 0,256 Мбит/с          | 1,2 Мбит/с            | [ 61 ] [ 62 ]  | Началось строительство цифровых АТС по стране |
| Белтелеком     | 1997                              |                        |                       | 1,2 Мбит/с            | [ 31 ]         | |
| Белтелеком     | 1998                              |                        |                       | 2,3 Мбит/с            | [ 31 ]         | |
| Белтелеком     | 1999                              |                        |                       | 7,04 Мбит/с           | [ 31 ]         | |
| Белтелеком     | 2000                              |                        |                       | 16 Мбит/с             | [ 31 ]         | |
| Белтелеком     | 2001                              |                        |                       | 44 Мбит/с             | [ 31 ]         | |
| Белтелеком     | 2002                              |                        |                       | 79 Мбит/с             | [ 61 ] [ 63 ]  | Белтелеком стал предоставлять Dial-Up доступ в интернет с максимальной скоростью до 64 кбит/с., протяженность ВОЛС — до 6 тыс. км. Построены ВОЛС Минск — областные центры, погранпереходы, начато строительство к крупным районным центрам. Построено опорное кольцо ВОЛС по г. Минску ёмкостью до 1 Гбит/с, |
| Белтелеком     | 2003                              |                        |                       | 195 Мбит/с            | [ 64 ]         | |
| Белтелеком     | 2004                              |                        |                       | 345 Мбит/с            | [ 64 ]         | |
| Белтелеком     | 2005                              |                        |                       | 450 (465) Мбит/с      | [ 66 ]         | |
| Белтелеком     | 2006                              |                        |                       | 1860 (1800) Мбит/с    | [ 66 ]         | |
| Белтелеком     | 2007                              |                        |                       | 3100 Мбит/с           | [ 61 ]         | |
| Белтелеком     | 12.2008                           | 3,2 Гбит/с             | 2 Гбит/с              | 5,2 Гбит/с            | [ 67 ]         | |
| Белтелеком     | 12.2008                           | ? Гбит/с               | ? Гбит/с              | 7 Гбит/с**            | [ 35 ]         | |
| Белтелеком     | 1.03.2009                         | 6 Гбит/с               | 2 Гбит/с              | 8 Гбит/с              | [ 67 ]         | |
| Белтелеком     | 1.05.2009                         | 10 Гбит/с              | 2 Гбит/с              | 12 Гбит/с             | [ 67 ]         | |
| Белтелеком     | 1.10.2009                         | 15 Гбит/с              | 2 Гбит/с              | 17 Гбит/с             | [ 67 ]         | |
| Белтелеком     | 1.12.2009                         | 20 Гбит/с              | 2 Гбит/с              | 22 Гбит/с             | [ 67 ]         | |
| Белтелеком     | 12.2009                           | ? Гбит/с               | ? Гбит/с              | 23 Гбит/с**           | [ 35 ]         | |
| Белтелеком     | 5.03.2010                         | 31 Гбит/с              | 4 Гбит/с              | 35 Гбит/с             | [ 68 ]         | |
| Белтелеком     | 16 марта 2010                     | 31 Гбит/с              | 6 Гбит/с              | 37 Гбит/с             | [ 69 ]         | |
| Белтелеком     | 16 (9?) августа 2010              | 41 Гбит/с              | 6 Гбит/с              | 47 Гбит/с             | [ 71 ]         | |
| Белтелеком     | 17 ноября 2010                    | 51 Гбит/с              | 6 Гбит/с              | 57 Гбит/с             | [ 61 ] [ 72 ]  | Протяженность ВОЛС — более 27 тыс. км. Оптическое волокно проложено на магистральных внутризоновых сетях и ко всем городским и районным АТС. С 2003 года активно внедрялась технология Metro Ethernet. |
| Белтелеком     | 12.2010                           | ? Гбит/с               | ? Гбит/с              | 67 Гбит/с**           | [ 35 ]         | |
| Белтелеком     | 3 января 2011                     | 61 Гбит/с              | 6 Гбит/с              | 67 Гбит/с             | [ 61 ] [ 73 ]  | |
| Белтелеком     | 17 января 2011                    | 71 Гбит/с              | 9 Гбит/с              | 80 Гбит/с             | [ 74 ]         | Ёмкость внутренней транспортной сети уровня Минск — областные центры — не менее 40 Гбит/с. |
| Белтелеком     | 14 февраля 2011                   | 70 Гбит/с              | 20 Гбит/с             | 90 Гбит/с             | [ 76 ]         | |
| Белтелеком     | 14 марта 2011                     | 80 Гбит/с              | 20 Гбит/с             | 100 Гбит/с            | [ 77 ]         | |
| Белтелеком     | 30 марта 2011                     | 90                     | 20                    | 110 Гбит/с            | [ 78 ] [ 79 ]  | |
| Белтелеком     | 25 апреля 2011                    | 90                     | 20                    | 110 Гбит/с            | [ 80 ]         | |
| Белтелеком     | 26 мая 2011                       | 90                     | 30                    | 120 Гбит/с            | [ 81 ]         | |
| Белтелеком     | 23 августа 2011                   | 100                    | 30                    | 130 Гбит/с            | [ 82 ]         | |
| Белтелеком     | 9 сентября 2011                   | 110                    | 30                    | 140 Гбит/с            | [ 83 ]         | |
| Белтелеком     | 10 ноября 2011                    | 120                    | 30                    | 150 Гбит/с            | [ 84 ]         | |
| Белтелеком     | 18 ноября 2011                    | 130                    | 30                    | 160 Гбит/с            | [ 85 ]         | |
| Белтелеком     | 21 декабря 2011                   | 150                    | 30                    | 180 Гбит/с            | [ 86 ]         | |
| Белтелеком     | 29 декабря 2011                   | 150                    | 50                    | 200 Гбит/с            | [ 87 ]         | |
| Белтелеком     | 01.12.2011 прогноз на начало 2012 | 190 Гбит/с             | 60 Гбит/с             | 250 Гбит/с*           | [ 88 ]         | |
| Белтелеком     | 07.03.2012                        | 140 Гбит/с             | 70 Гбит/с             | 210 Гбит/с            | [ 89 ]         | |
| Белтелеком     | 23.05.2012                        | 140 Гбит/с             | 80 Гбит/с             | 220 Гбит/с            | [ 90 ]         | |
| Белтелеком     | 19.10.2012                        | 170 Гбит/с             | 80 Гбит/с             | 250 Гбит/с            | [ 91 ]         | |
| Белтелеком     | 06.12.2012                        | 210 Гбит/с             | 80 Гбит/с             | 290 Гбит/с            | [ 92 ]         | |
| Белтелеком     | 01.01.2013                        | 270 Гбит/с             | 80 Гбит/с             | 350 Гбит/с*           | [ 93 ]         | Среднесуточное потребление внешнего трафика в Беларуси составляет 270—280 Гбит/с. |
| Белтелеком     | прогноз на 04.2013                | ? Гбит/с               | ? Гбит/с              | 360 Гбит/с*           | [ 95 ]         | |
| Белтелеком     | 06.09.2013                        | 310 Гбит/с             | ? Гбит/с              | 390 Гбит/с            | [ 96 ]         | |
| Белтелеком     | 13.11.2013                        | ? Гбит/с               | ? Гбит/с              | 450 Гбит/с            | [ 97 ]         | |
| Белтелеком     | 12.2013                           | ? Гбит/с               | ? Гбит/с              | 480 Гбит/с**          | [ 35 ]         | |
| Белтелеком     | 17.05.2014                        | ? Гбит/с               | ? Гбит/с              | 480 Гбит/с            | [ 98 ]         | |
| Белтелеком     | прежний прогноз на 06.2014        | ? Гбит/с               | ? Гбит/с              | >450 Гбит/с*          | [ 99 ]         | |
| Белтелеком     | 22.07.2014                        | ? Гбит/с               | ? Гбит/с              | 540 Гбит/с            | [ 100 ]        | |
| Белтелеком     | 01.10.2014                        | ? Гбит/с               | ? Гбит/с              | 600 Гбит/с            | [ 46 ]         | |
| Белтелеком     | 12.2014                           | ? Гбит/с               | ? Гбит/с              | 783 Гбит/с**          | [ 35 ]         | |
| Белтелеком     | 12.01.2015                        | ? Гбит/с               | ? Гбит/с              | 650 Гбит/с            | [ 13 ]         | |
| Белтелеком     | прежний прогноз на 12.2014        | ? Гбит/с               | ? Гбит/с              | 650 Гбит/с            | [ 101 ]        | |
| Белтелеком     | 16.02.2015                        | ? Гбит/с               | ? Гбит/с              | 770 Гбит/с            | [ 16 ] [ 61 ]  | Протяженность ВОЛС — свыше 43 тыс. км. ВОЛС проложены к 85 % сельских АТС |
| Белтелеком     | прогноз на 12.2015                | ? Гбит/с               | ? Гбит/с              | от 800 до 910 Гбит/с  | [ 61 ] [ 101 ] | |
| Белтелеком     | прежний прогноз на 2015           | ? Гбит/с               | ? Гбит/с              | 200 Гбит/с            | [ 73 ]         | |
| Белтелеком     | 12.2015                           | ? Гбит/с               | ? Гбит/с              | 803 Гбит/с**          | [ 35 ]         | |
| Белтелеком     | 21.01.2016                        | ? Гбит/с               | ? Гбит/с              | 670 Гбит/с            | [ 73 ]         | |
| Белтелеком     | 28.07.2016                        | ? Гбит/с               | ? Гбит/с              | 870 Гбит/с*           | [ 102 ]        | |
| Белтелеком     | 31.12.2016                        | ? Гбит/с               | ? Гбит/с              | 1100 Гбит/с*          | [ 21 ]         | |
| Белтелеком     | 05.05.2017                        | ? Гбит/с               | ? Гбит/с              | 1110 Гбит/с*          | [ 25 ]         | |
| Белтелеком     | 01.01.2018                        | ? Гбит/с               | ? Гбит/с              | 1338 Гбит/с           | [ 43 ]         | |
| Белтелеком     | 01.01.2019                        | ? Гбит/с               | ? Гбит/с              | 1445** Гбит/с         | [ 103 ]        | |
| Белтелеком     | 05.02.2020                        | ? Гбит/с               | ? Гбит/с              | 1490** Гбит/с         | [ 104 ]        | ВОЛС доведены до каждой квартиры городской многоквартирной жилой застройки, ВОЛС проложены к 97 % населенных пунктов с числом 100 и более домохозяйств |
| Белтелеком     | 01.10.2024                        | ? Гбит/с               | ? Гбит/с              | 3920** Гбит/с         | [ 40 ]         | Показатели развития электросвязи за 2024 год |
| Деловая сеть   | май 2009                          |                        |                       | 665 Мбит/с            | [ 105 ]        | |
| Деловая сеть   | 25 ноября 2009                    |                        |                       | 738 Мбит/с            | [ 106 ]        | |
| Деловая сеть   | 04 июня 2010                      |                        |                       | 1205 Мбит/с           | [ 107 ]        | в наличии 100 телекоммуникационных узлов (67-Минск, 33-регионы) |
| Деловая сеть   | 30 июля 2010                      |                        |                       | 1300 Мбит/с           | [ 108 ]        | |
| Деловая сеть   | 27 января 2011                    |                        |                       | 2500 Мбит/с           | [ 109 ]        | |

- (*) Примечание: без учёта канала РУП «НЦОТ», с 21.07.2010 РУП «Белтелеком» организовало отдельный транзитный канал передачи трафика — 10 Гб транзитный канал по сети DWDM для нужд пропуска трафика от российской компании «Синтерра»[110]. В начале декабря 2011 объём транзитных потоков через Республику Беларусь в российском и европейском направлениях превысил рубеж в 100 Гбит/с. За 2011 год объём транзитных потоков увеличился почти втрое, с 37 до 105 Гбит/с. В 2012 году «Белтелеком» планировал предоставить в аренду транзит трафика до 1 Тбит/с[111]. 15.02.2013 было заявлено об организации силами СООО «Белорусские облачные технологии» (оператор beCloud) транзитной магистрали «Москва — Минск — Франкфурт» с пропускной способностью до 8 Тбит/с[112]. 18.08.2016 было объявлено о произведённом в рамках межоператорского взаимодействия компаний ТрансТелеКом (Россия) и РУП «Белтелеком» (Беларусь) открытии нового магистрального маршрута для передачи международного трафика из Германии в Россию с пропускной способностью 240 Гбит/с. Для реализации проекта белорусский оператор «Белтелеком» предоставил 24 канала связи до крупнейшей точки обмена трафиком во Франкфурте[113]. Несмотря на то, что выше упомянутые каналы связи пролегают по территории Беларуси, они, вероятнее всего, не обеспечивает прямой связи байнета с внешними каналами интернета. В связи с описанными обстоятельствами, объёмы транзитных каналов не учитываются при подсчёте величины республиканского интернет-шлюза.
  - (**) Примечание: ВСЕ внешние каналы доступа в сеть Интернет из Республики Беларусь (ВКЛЮЧАЯ РУП «Белтелеком», РУП «НЦОТ» и проч.) учитываемые в официальной государственной статистике.

Годовая активность белорусских интернет-пользователей неравномерна: с апреля идёт спад активности до октября. В январе среднесуточная пиковая величина потребления трафика по всей стране составляет до 485 Гбит/с. 4 января 2014 года установлен абсолютный рекорд пикового потребления трафика на уровне 525 Гбит/с. К 12.01.2015 средняя дневная максимальная нагрузка достигала 490 Гбит/с из доступных 650 Гбит/с, ночная нагрузка — порядка 60 Гбит/с.
Перекос в объёмах интернет-шлюзов западного и восточного направлении объяснялся тем, что до 94 % трафика белорусских пользователей в 2009 году приходилось на российские интернет-ресурсы и к 09.2014 сайт «ВКонтакте» занимал 17 % трафика, сайт «Одноклассники» — порядка 10 %, сервис YouTube — уже 10 % всего трафика. В 2009 такого разделения просто не существовало и к 09.2014, фактически, социальные сервисы заняли почти половину республиканского трафика. К 01.2016 соотношение потребления российского и западного сегментов сети Интернет в Республике Беларусь изменилось: составляет приблизительно 50 на 50. Более 40 % трафика приходится на ресурсы YouTube, «ВКонтакте» и Mail.ru. Объёмный и качественный онлайн-видеоконтент всё больше интересует белорусских потребителей.
При всём при том ранее (до 2010 года) не принимались в расчёт транзитные возможности белорусской коммуникационной сети. Так, до 60 % запросов пользователей интернета в Беларуси уходило в российскую сторону и около 40 % запросов — в европейскую. Постепенно баланс изменяется и вместе с ним растет величина каналов. С 21.07.2010 ситуация с транзитом интернет-трафика поступательно улучшается: РУП «Белтелеком» организовало свой первый 10-гигабитный транзитный канал Российская Федерация — Республика Беларусь — Калининградская область Российской Федерации по сети DWDM для нужд пропуска трафика от российской компании «Синтерра». С 2012 года выравнивается дисбаланс импортного трафика с восточного и западного направлений: до 2012 года доминировало восточное направление, однако за 2013—2014 годы одновременно с развитием видеопорталов и сервисов Google потребление трафика с восточного и западного направлений выровнялось в пользу запада. В середине 2012 года трафик от Google составлял порядка 30 Гбит/с, а к 12.01.2015 — порядка 100 Гбит/с и продолжает расти каждый квартал на 20 %. Порталы YouTube и «ВКонтакте» занимали 30 % трафика общей полосы внешнего шлюза у РУП «Белтелеком». На протяжении 2014—2015 годов с целью приближения медиаконтента к белорусским потребителям на территории республики произведено размещение кэширующих серверов мировых интернет-ресурсов в дата-центр «Белтелекома» для сокращения потребления внешнего трафика. В дальнейшем намечено продолжить эту тенденцию, а также разместить в сетях «Белтелекома» CDN (Content Delivery Network) — оборудование международных операторов (сетевую инфраструктуру, оптимизирующую доставку объёмного медиаконтента пользователям в сети Интернет). В точках присутствия CDN-оборудования будет повышенная скорость нисходящей к абонентам загрузки медийного, программного, игрового и других видов цифрового интернет-контента.
С 2010 года Республика Беларусь имела выход в международные сети связи по ВОЛС не менее чем к 11 (на 01.10.2014 — 10) международным операторам таких государств, как Германия (подключение к точке обмена Интернет-трафиком DE-CIX), Польша, Литва, Латвия, Украина и Россия.
Партнёрами «Белтелекома» в российском направлении являются «Синтерра», «Транстелеком», «Ростелеком», «Eurotel», «Мегафон», Вымпелком, МТС и РетнНета, а в европейском — немецкий партнёр, литовский TEOLTAB, латвийский Lattelecom-apollo, провайдеры Cogent, TeliaSonera и Level(3). 01.04.2010 и впоследствии неоднократно сообщалось, что РУП «Белтелеком» держит запас порядка 30 % свободных ёмкостей на внешнем шлюзе. Текущую загрузку внешнего шлюза держат на уровне не более 70 % (в случае, если она объективно растёт, компания-оператор на внешнем шлюзе проводит расширение канала). До недавнего времени 50 % канала приходилось на Минск, а остальные 50 % — на прочие белорусские регионы. К примеру, заявлялось, что до конца 2010 года внешний шлюз страны составит порядка 70-80 Гбит/с, однако заявленную величину в 80 Гбит/с Белтелеком обеспечил лишь к 17.01.2011.
14.07.2010 было заявлено, что в рамках «Проекта стратегии развития транзитного потенциала на 2011—2015 годы», подготовленного в республике Беларусь, отрабатывался в том числе вопрос развития инфраструктуры и коммуникационных коридоров в отрасли электросвязи. Ожидалось расширение пропускной способности оборудования электросвязи для обеспечения пропуска евроазиатского трафика по сети передачи данных общей ёмкостью до 70 Гбит/сек., а также модернизация магистральной сети передачи данных с применением оборудования нового поколения с большей пропускной способностью.

### Объём рынка в денежном эквиваленте
На 09.2016 объём белорусского рынка интернет-рекламы — до 21-22 млн $ в эквиваленте (доля интернета в общем объёме рекламных затрат — до 22 % при объёме рекламного рынка Республики Беларусь до 95-100 млн $ в эквиваленте).
На конец 2015 года объём белорусского рынка интернет-рекламы составлял до 18 млн $ в эквиваленте. На конец 2013 года объём рынка интернет-рекламы в Беларуси составил 16 млн $ в эквиваленте с учётом контекстной рекламы). На рекламном рынке Беларуси доля интернет-рекламы в 2013 году составила до 15 %, уступая лишь телевидению (54 %). Ранее, в 2012 г. доля интернет-рекламы в затратах рекламодателей составила до 10,4 % рекламных затрат. На конец 2012 года объём рынка интернет-рекламы достиг 7,2 млн $ в эквиваленте (с учётом налога на добавленную стоимость), куда входили баннерная, текстовая реклама и спецпроекты. В указанный объём, однако, не включались затраты на контекстную рекламу и рекламу в каталогах. В то же время в 2012 году объём рынка контекстной рекламы, направленной на белорусских потребителей, составил до 3 млн $ в эквиваленте, а объём сегмента классифицированной рекламы в Беларуси (каталоги и частные объявления) составил не менее 3 млн $ Таким образом, суммарно общий объём рекламного рынка в Беларуси по итогам 2012 можно оценить величиной порядка 13,2 млн $ в эквиваленте. Для сравнения, по итогам 2012 года в Беларуси расходы на рекламу в прессе, согласно данным ZenithOptimedia, составили порядка 10,1 млн $ в эквиваленте, а объём рынка наружной рекламы — 12,1 млн $.
В 2011 году из-за экономического кризиса белорусский рекламный рынок сократился до уровня 2005 года. В 2010 году, по оценкам Министерства торговли Республики Беларусь, объём рынка интернет-рекламы (баннерной?) составил до 6,1 млн $, интернет-хостинга — 2 млн $, ежемесячный оборот интернет-торговли — 10-12 млн $, веб-разработок — 5-7 млн $. Объём рынка рекламы в Беларуси по итогам 2009 года составил $90 млн. Объём баннерной рекламы на белорусских сайтах по итогам 2009 года не превысил 4 млн $.
По итогам 2008 года объём рынка широкополосного интернет-доступа в Республике Беларусь составил не менее 75 млн долларов США, увеличившись в 1,5 раза по сравнению с 2007 годом (50 млн долларов США в эквиваленте).
Байнет играет важнейшую роль в интенсивном развитии белорусской интернет-торговли. Если в 2006 году в Беларуси было лишь 380 интернет-магазинов, а в 2010 — 3,3 тыс., то по итогам 2013 г. интернет-торговля составила уже не менее 1,03 % от общего объёма розничного товарооборота торговли. По состоянию на 26.09.2013 в торговом реестре Республики Беларусь зафиксировано до 5,96 тыс. интернет-магазинов. Как и ожидалось 26.09.2013, в период c 01.01.2013 до 24.03.2014 число магазинов выросло на 35 % и составило уже не менее 6,772 тыс., на 04.04.2014 число интернет-магазинов — не менее 6824. На 08.08.2014 число интернет-магазинов — не менее 9627. По состоянию на январь 2017 года розничную интернет-торговлю в республике осуществляли 8380 субъектов торговли, которым принадлежало 13,811 тыс. интернет-магазинов, 49 % из которых принадлежало юридическим лицам, а 51 % — индивидуальным предпринимателям. Прирост количества зарегистрированных интернет-магазинов в 2016 году составил 22,8 %, или 2565 интернет-магазинов к уровню декабря 2015 года.
При этом наибольшее число интернет-магазинов находится в Минске (не менее 69,7 %) и Минской области и специализируется на продаже сложной бытовой техники, электротоваров, теле- и радиотоваров, вычислительной техники, одежды и обуви. В 2012 году товарооборот в интернет-магазинах составил 1988,4 млрд белорусских рублей или не менее 237 млн долларов США в эквиваленте (вырос по отношению к 2011 году на 40,3 %). На конец 2013 года товарооборот в белорусских интернет-магазинах составил уже не менее 3,154 триллиона белорусских рублей или не менее 332 млн долларов США в эквиваленте (вырос по отношению к 2012 году на 40 %, а по отношению к 2011 году — на 97,3 %).
Покупки в белорусских интернет-магазинах 60 % покупателей оплачивают наличными деньгами, 12 % — банковской карточкой, 8 % — почтовым банковским переводом, 7 % — посредством систему интернет-банкинга, 4 % — электронными деньгами.

### Количество пользователей
| Дата                   | Количество пользователей                                     | Количество пользователей                                                                    | Количество пользователей                                                      | Количество пользователей | Количество пользователей                        | Ссылки                  |
| Дата                   | Dial-up                                                      | «стационарный широкополосный интернет» (преимущественно ADSL до 11.2013) включая ADSL и PON | Мобильный интернет                                                            | Wi-fi                    | Итого                                           | Ссылки                  |
| ---------------------- | ------------------------------------------------------------ | ------------------------------------------------------------------------------------------- | ----------------------------------------------------------------------------- | ------------------------ | ----------------------------------------------- | ----------------------- |
| декабрь 2000           | —                                                            | —                                                                                           | —                                                                             | —                        | 180.000                                         | [ 137 ]                 |
| декабрь 2003           | —                                                            | —                                                                                           | —                                                                             | —                        | 1,3919 млн                                      | [ 137 ]                 |
| декабрь 2005           | 27,8 тыс.                                                    | —                                                                                           | —                                                                             | —                        | 2,461 млн                                       | [ 137 ]                 |
| 2006                   | 384,9 тыс.                                                   | 3,1                                                                                         | —                                                                             | —                        | 2,461 млн                                       | [ 22 ] [ 137 ]          |
| декабрь 2007           | 1,5147 млн. (в том числе 700 тыс. у РУП «Белтелеком»)        | 190,8                                                                                       | 969,3 тыс.                                                                    | —                        | 5,4775 млн                                      | ,                       |
| декабрь 2008           | 1,0629 млн (в том числе 700 тыс. у РУП «Белтелеком»)         | 444,2 тыс.                                                                                  | 1,3397 млн.                                                                   | —                        | 5,4775 млн                                      | [ 138 ]                 |
| март-апрель 2009       | 1,1131 млн.                                                  | от 470 тыс. до 520,709 тыс.                                                                 | ?                                                                             | ?                        | ~ 3 млн                                         | [ 139 ] [ 140 ]         |
| декабрь 2009           | ~ 604,6 тыс.                                                 | от 1,0 до 1,602 млн                                                                         | ~ до 101 тыс.                                                                 | ~ до 61,064 тыс.         | 3,23 млн                                        | [ 142 ]                 |
| 02.03.2010             | 584,294 тыс.                                                 | 1,554149 млн                                                                                | 126,915 тыс.                                                                  | 60,277 тыс.              | 3,029 млн                                       | [ 143 ]                 |
| апрель 2010            | ~ 586,431 тыс.                                               | ~ 1,589783 млн                                                                              | ~ 120,900 тыс.                                                                | ~ 69,486 тыс.            | до 3,116 млн                                    | [ 144 ]                 |
| август 2010            | —                                                            | ~от 1,3186 млн до 1,9206 млн                                                                | —                                                                             | —                        | ?                                               | [ 147 ]                 |
| сентябрь 2010          | —                                                            | до 1,092443 млн                                                                             | до 2,628993 млн                                                               | ?                        | до 4,437209 млн                                 | [ 148 ]                 |
| 30.12.2010             | ~ более 637,930 тыс.(531,9 тыс..)                            | ~ более 1,678677 млн                                                                        | ~ 153,277 тыс.                                                                | 97,936 тыс.              | не менее 3,354 млн                              | [ 149 ]                 |
| 09.02.2011             | —                                                            | —                                                                                           | —                                                                             | —                        | ~ 4,436 млн                                     | [ 150 ]                 |
| 12.02.2011(01.01.2011) | —                                                            | 1,8(1,7) млн                                                                                | —                                                                             | —                        | —                                               | [ 38 ]                  |
| 09.03.2011             | 655,052 тыс.                                                 | 1,682905 млн                                                                                | 197,365 тыс.                                                                  | 118,136 тыс.             | 3,537 млн                                       | [ 152 ]                 |
| 10.10.2011             | ?                                                            | ?                                                                                           | не менее 1,6 млн пользователей Opera Mini                                     | ?                        | ?                                               | [ 153 ]                 |
| конец 2011             | 163,8 тыс.                                                   | 2,0988 млн.                                                                                 | 4,5378 млн.                                                                   | ?                        | 6,8048 млн. (включая физ. и юрид. лица)         |                         |
| 17.01.2012             | ?                                                            | ?                                                                                           | 1,8 млн, включая 200 абонентов LTE от Yota                                    | ?                        | 6,8004 млн. (из них до 6,1 млн физические лица) | [ 154 ] [ 155 ] [ 156 ] |
| 22.02.2012             | ?                                                            | 2,1 млн                                                                                     | 4,5 млн (включая 1,8 по 3G                                                    | ?                        | ?                                               | [ 157 ]                 |
| март-июль 2012         | 163,8 тыс.                                                   | 7 тыс. абонентов PON                                                                        | ?                                                                             | ?                        | 4,29 млн                                        | [ 22 ] [ 158 ]          |
| ноябрь 2013            | ?                                                            | 2,7 млн, до 100 тыс. абонентов PON                                                          | 3,1 млн.                                                                      | ?                        | ?                                               | [ 22 ] [ 159 ]          |
| 31.12.2013             | ?                                                            | до 130 тыс. абонентов PON у РУП «Белтелеком», в том числе в Минске — 20 тыс.                | ? млн.                                                                        | ?                        | ?                                               | [ 160 ]                 |
| 07.08.2014             | ?                                                            | 200 тыс. абонентов PON у РУП «Белтелеком»                                                   | ? млн.                                                                        | ?                        | ?                                               | [ 161 ]                 |
| 13.02.2015             | ?                                                            | 289,5 тыс. абонентов PON у РУП «Белтелеком», в том числе в Минске — 40 тыс.                 | ? млн.                                                                        | ?                        | ?                                               | [ 29 ]                  |
| 10.06.2015             | ?                                                            | 400 тыс. абонентов PON у РУП «Белтелеком»                                                   | ? млн.                                                                        | ?                        | ?                                               | [ 50 ]                  |
| 01.10.2015             | 39,7 тыс.                                                    | ~2,785 млн абонентов, 500 тыс. с PON у РУП «Белтелеком»,                                    | 6,9594 млн. ВСЕХ абонентов беспроводного интернета                            | ?                        | не менее 9,7904 млн абонентов                   | [ 1 ]                   |
| 21.01.2016             | ? тыс.                                                       | ? млн абонентов, 600 тыс. с PON у РУП «Белтелеком», в том числе в Минске — 90 тыс.          | ? млн. ВСЕХ абонентов беспроводного интернета                                 | ?                        | ?                                               | [ 73 ] [ 75 ]           |
| 01.07.2016             | ? тыс.                                                       | 2,963 млн абонентов, включая 818,8 тыс. PON-абонентов «Белтелекома»                         | ? млн. ВСЕХ абонентов беспроводного интернета                                 | ?                        | ?                                               | [ 162 ]                 |
| 02.11.2016             | ? тыс.                                                       | 1 млн абонентов с PON у РУП «Белтелеком»                                                    | ? млн. ВСЕХ абонентов беспроводного интернета                                 | ?                        | ?                                               | [ 163 ]                 |
| 15.12.2016             | ? тыс.                                                       | 40 % белорусского жилого фонда подключено по PON технологии                                 | ? млн. ВСЕХ абонентов беспроводного интернета                                 | ?                        | ?                                               | [ 163 ] [ 164 ]         |
| прогноз к 12.2016      | ? тыс.                                                       | 1 млн абонентов с PON у РУП «Белтелеком», в том числе в Минске — 130 тыс.                   | ? млн. ВСЕХ абонентов беспроводного интернета                                 | ?                        | ?                                               | [ 73 ] [ 75 ]           |
| 01.02.2017             | ПРЕКРАЩЕНО ИСПОЛЬЗОВАНИЕ технологии Dial-Up РУП «Белтелеком» | ?                                                                                           | ? млн. ВСЕХ абонентов беспроводного интернета                                 | ?                        | ?                                               | [ 165 ]                 |
| 01.07.2017             | ?                                                            | 3,1 млн                                                                                     | 6,4 млн. ВСЕХ абонентов беспроводного интернета, 60 % населения использует 4G | ?                        | ?                                               | [ 166 ]                 |
| прогноз 12.2017        | ?                                                            | 850 тыс. абонентов PON у РУП «Белтелеком»                                                   | ? млн.                                                                        | ?                        | ?                                               | [ 167 ]                 |
| 05.05.2017             | ?                                                            | 1,23 млн абонентов PON в стране                                                             | 11,4 млн.                                                                     | ?                        | ?                                               | [ 168 ]                 |
| 26.01.2018             | ?                                                            | 2,4 млн абонентов у РУП «Белтелеком»                                                        | ? млн.                                                                        | ?                        | ?                                               | [ 169 ]                 |
| 01.10.2018             | ?                                                            | 3,24 млн всего, 2,06 млн по PON                                                             | 11,58 млн.                                                                    | ?                        | ?                                               | [ 170 ]                 |
| 31.12.2018             | ?                                                            | ?                                                                                           | 12,792 млн.                                                                   | ?                        | ?                                               | [ 171 ]                 |
| 01.07.2019             | ?                                                            | 3,232 млн всего, 2,422 млн по PON                                                           | ? млн.                                                                        | ?                        | ?                                               | [ 172 ]                 |
| прогноз 2020           | ?                                                            | все абоненты РУП «Белтелеком» в Минске переведены на PON подключение                        | ? млн.                                                                        | ?                        | ?                                               | [ 75 ]                  |
| прогноз 12.2020        | ?                                                            | 2.3 млн домохозяйств переведены на PON подключение РУП «Белтелеком» в стране                | ? млн.                                                                        | ?                        | ?                                               | [ 163 ]                 |
| 04.05.2021             | ?                                                            | 2,76 млн.                                                                                   | ?                                                                             | ?                        | ?                                               | [ 173 ]                 |

Белорусская блогерская аудитория невелика: не менее 17 тыс. блогов функционировало на белорусском портале TUT.BY и около 70-88 тыс. белорусских блогов представлено в Livejournal. По приблизительным оценкам, в сервисе микроблогов Twitter (по оценкам Яндекса) 18 тыс. учётных записей участников из Беларуси. В списке «белорусских твиттерян» насчитывается не менее 457 человек.
В соответствии со «Стратегией развития информационного общества в Республике Беларусь до 2015 года» планировалось, что к указанному сроку (2015 г.) половина населения Беларуси будет пользоваться мобильным широкополосным доступом в интернет. Кроме этого, предполагалось, что абонентами стационарного широкополосного доступа в интернет станут до 38 % населения страны (08.2010 было до 18,3 %).
История роста абонентской базы ™"Byfly" от «Белтелеком» (ADSL до 22.11.2012 и PON, частично 3G)
История роста абонентской базы ADSL от РУП «Белтелеком»*
(*) (с 23.11.2012 все абоненты РУП «Белтелеком», пользующиеся услугой доступа в интернет под торговой маркой «Byfly», включая технологии ADSL, PON и 2G/3G)
| Год                                            | Число абонентов ADSL, с 23.11.2012 — вместе с PON и 2G/3G | Ссылки          |
| ---------------------------------------------- | --------------------------------------------------------- | --------------- |
| 2003                                           | 113                                                       | [ 64 ]          |
| 2004                                           | 857                                                       | [ 178 ]         |
| 2006                                           | около 2-4(«несколько») тыс.                               | [ 179 ]         |
| 04.2009                                        | 520.719                                                   | [ 64 ]          |
| 01.07.2010                                     | 570.000                                                   | [ 180 ]         |
| 20.07.2010                                     | 600.000                                                   | [ 181 ]         |
| 05.11.2010                                     | 700.000                                                   | [ 182 ]         |
| 16.12.2010                                     | 750.000                                                   | [ 183 ]         |
| 04.02.2011                                     | 800.000 включая 100.000 в Могилёвской области             | [ 184 ] [ 185 ] |
| 11.05.2011                                     | 880.000                                                   | [ 186 ]         |
| 02.06.2011                                     | 900.000                                                   | [ 187 ]         |
| 28.09.2011                                     | 1,0 млн включая 200.000 в Минске                          | [ 188 ] [ 189 ] |
| 01.12.2011                                     | 1,1 млн                                                   | [ 190 ]         |
| прежний план на конец 2011, факт на 28.12.2011 | 1,15 млн                                                  | [ 191 ]         |
| 05.07.2012                                     | 1,35 млн                                                  | [ 179 ]         |
| 23.11.2012 все абоненты «ByFly»                | 1,5 млн*                                                  | [ 192 ]         |
| 31.12.2013 все абоненты «ByFly»                | 1,8 млн*                                                  | [ 17 ]          |
| 13.02.2015 все абоненты «ByFly»                | 2,044 млн*                                                | [ 29 ]          |
| прогноз 2015                                   | 2,2 млн                                                   | [ 73 ]          |

(*) Включая и беспроводной доступ 2G/3G под брендом «ByFly».
История роста абонентской базы услуги IPTV по линиям фиксированной проводной связи ™ZALA от «Белтелеком»
| Год                        | Число абонентов IPTV ZALA                            | Ссылки                                         |
| -------------------------- | ---------------------------------------------------- | ---------------------------------------------- |
| 2009                       | 63.000                                               | [ 193 ]                                        |
| 15.09.2010                 | 170.000                                              | [ 22 ]                                         |
| 08.12.2010                 | 200.000                                              | [ 194 ]                                        |
| 12.02.2011                 | 220.000                                              | [ 195 ]                                        |
| 25.02.2011                 | 230.000                                              | [ 196 ]                                        |
| 11.05.2011                 | 280.000(включая 20 тыс. в Минске)                    | [ 197 ]                                        |
| 25.05.2011                 | 290.000(платформы ZALA вынесены на уровень областей) | [ 198 ]                                        |
| 16.06.2011                 | 300.000                                              | [ 199 ]                                        |
| прогноз 2011               | 350.000                                              | [ 22 ]                                         |
| 14.10.2011                 | 400.000 включая 67 тыс. в Могилёвской области        | [ 200 ]                                        |
| 29.12.2011                 | 430.000                                              | [ 201 ]                                        |
| 06.07.2012                 | 583,1 тыс.                                           | все абоненты IPTV по стране включая бренд ZALA |
| 02.08.2013                 | 724.200                                              | [ 202 ]                                        |
| прежний прогноз после 2011 | 500.000                                              | [ 22 ]                                         |
| прогноз 2015               | 1.000.000                                            | [ 73 ]                                         |
| 01.01.2017                 | 1,51 млн                                             | все абоненты IPTV ZALA по Республике Беларусь  |
| 01.07.2019                 | 2,103 млн                                            | все абоненты IPTV по Республике Беларусь       |
| 04.05.2021                 | 2,335 млн                                            | все абоненты IPTV по Республике Беларусь       |

## Технологии доступа в Интернет

### Проводные

#### Технология доступа в Интернет через линии фиксированной телефонной связи
11.01.2017 РУП «Белтелеком» сообщило о прекращении с 01.02.2017 услуги «коммутируемый беспарольный доступ в сеть Интернет» и «Коммутируемый доступ в сеть Интернет с использованием предоплаченных Интернет-карт» с использованием технологии Dial-up в Республике Беларусь.
До 2013 года большинство пользователей белорусского интернета получало доступ к интернету, используя существующие линии фиксированной (стационарной) телефонной связи (на 2013 это уже не очевидно в связи со 100%-м покрытием городов Беларуси услугами беспроводного доступа в интернет через сети операторов мобильной телефонной связи и в связи с относительным снижением стоимости беспроводного доступа в интернет). О зависимости числа пользователей интернета от числа стационарных телефонов ранее говорили как показатели охвата линиями стационарной телефонной связи для городской и сельской местностей Республики Беларусь, так и величина прироста абонентов ADSL-доступа у белорусского государственного оператора электросвязи РУП «Белтелеком» — на конец 2011 года 1,15 млн абонентов (до этого, соответственно, в конце 2009 года — до 400 тыс., к 17.03.2010 — до 500 тыс. абонентов, 01.07.2010 было объявлено о 570 тыс. клиентов, пользующихся услугами ADSL-доступа под торговой маркой «Byfly»). Для сельских регионов и районных центров Беларуси РУП «Белтелеком» является, по сути, единственным проводным интернет-провайдером с собственными проводными сетями электросвязи. Таким образом, доступность Интернета в республике до недавнего времени (до 2013 года) напрямую была связана в том числе и с объёмом существующей стационарной телефонной сети (в Беларуси насчитывалось до 3,969019 млн подключений к фиксированным линиям телефонной связи). В перспективе, при получении разрешения, Белтелеком планировал предоставлять через стационарную радиосеть пакет телепрограмм (28 каналов), доступный пользователям IPTV ZALA, но без интерактивных сервисов, но это намерение не было воплощено поскольку было решено прокладывать оптоволоконные сети передачи данных.
- Общее число абонентов стационарного широкополосного интернет-доступа на конец 2009 года — не менее 1,08 млн (против 0,48 млн в 2008 году)[207].
- Ранее заявлялось, что ИП «Альтернативная цифровая сеть» имело не менее 80 тыс. абонентов интернет-доступа[208]. Позже было заявлено, что абонентская база ИП «Альтернативная цифровая сеть» (бренды «Атлант телеком» и «Шпаркі дамавік») насчитывает до 8 тыс. абонентов-юридических лиц и до 80 тыс. пользователей-физических лиц[209], в том числе 5 тыс. абонентов в Могилёве.
- На 27.04.2010 проникновение услуг компании «Альтернативная цифровая сеть» в районах своего присутствия составило около 20 %, а в целом оператор имел порядка 5000 абонентов и подключал около 1000 абонентов[210].

Ожидаемое число абонентов стационарного широкополосного интернет-доступа на конец 2010 года — до 1,8 млн.
Несмотря на стремительное развитие коммуникационных технологий, доступ через «dial-up» в республике до недавнего времени был востребован: в частности, в одном из белорусских районных центров — Слуцке — и на 07.2010 до 29 % пользователей интернета через проводные телефонные сети (2 тыс. подключений) по-прежнему время от времени использовали беспарольный dial-up доступ в интернет. В связи с описанными фактами вплоть до 2010-х годов многие белорусские Интернет-провайдеры расширяли число портов коммутируемого доступа. Впрочем, на 06.2012 провайдер Solo заявил о прекращении доступа в сеть по технологии dial-up. С 28.01.2013 услуга беспарольного доступа к сети интернет («dial-up») от РУП «Белтелеком» для абонентов по всей стране действует по единому номеру 8-600-100.

#### Технология доступа в Интернет через кабельные линии передачи

##### Доступ в Интернет через кабельные аналоговые линии передачи ТВ-сигнала
В областных центрах Республики Беларусь доступ в интернет зачастую был возможен и по кабельным сетям передачи телевизионного сигнала в том числе и по технологии DOCSIS. Отдельные операторы кабельного ТВ предоставляют также возможность организации точки Wi-Fi.

##### Доступ в Интернет через кабельные цифровые (PON) линии с одновременной передачей IPTV-трафика
В областных центрах Республики Беларусь доступ в интернет с 2012—2013 годов стал возможен и по кабельным PON-сетям передачи цифрового сигнала (при этом предоставляется пакетная услуга одновременной передачи пакета ТВ-каналов и 1 канала в интернет). Первые проекты РУП «Белтелеком» на базе технологии GPON были реализованы начиная с 2011 года, массовый GPON от РУП «Белтелеком» стал использоваться с 2013 года, а годовой прирост абонентов сетей GPON достиг объёма не менее 100 тысяч клиентов. PON-подключение смогли организовать как крупнейшие операторы связи РУП «Белтелеком», ИООО «Альтернативная цифровая сеть», так и средней величины операторы кабельных телевизионных сетей — в их числе СООО «КОСМОС ТВ» с базой 500 тыс. абонентов.

### Беспроводные сети связи с доступом в интернет в Беларуси

#### Сети беспроводного абонентского доступа в Беларуси
Технология беспроводного стационарного телефона (WLL-телефония) — это совместный инновационный проект оператора мобильной связи СП «БелСел» и РУП «Белтелеком» с использованием стандарта CDMA-2000 в диапазоне частот 450 МГц. Данный тип телефонного подключения зачастую позволяет получить доступ к интернету по технологии EV-DO. Подключение первых абонентов началось в сентябре 2007 года. С подачи РУП «Белтелеком» 01.07.2012 проект оставлен в ведении ООО СП «БелСел» при величине абонентской базы в 170 тыс. с. В дальнейшем ООО СП «БелСел» планировало заменить оборудование для абонентов WLL и переподключить их непосредственно на используемые в «БелСел» технологии 1x для мобильной телефонии и EV-DO для широкополосного доступа в интернет. РУП «Белтелеком», вероятно, в дальнейшем намерено предоставлять услуги беспроводного доступа в интернет посредством сетей 3G МТС.

##### История WLL-сети компании «БелСел» в Беларуси
- По итогам 2008 года по телефонной технологии WLL было подключено 40 тыс. абонентов, а суммарное число населённых пунктов, подключённых к WLL-сетям, составило не менее 200.
- С начала 2009 года количество абонентов, подключённых по технологии WLL, в сети «БелСел», увеличилось на 56 тысяч.
- На 21.10.2009 года в Беларуси:
  - Общее количество активных абонентов WLL-телефонов составило не менее 132 тыс.
  - Пользовалось услугой передачи данных по технологии 1xEV-DO — не менее 18 тыс.
  - Ежемесячный объём передачи данных в сети WLL составлял более 10 Тб.
  - Число базовых станций СП «БелСел» с поддержкой технологии EV-DO — 84.
  - Общая зона охвата EV-DO — 33 населённых пункта (55,65 % населения страны)[229].
- На 01.09.2010 года в Республике Беларусь:
  - Количество клиентов по проекту сети WLL составило 172.000 номеров (рост на 30,3 % с 2009 года)
  - Пользовалось услугой передачи данных по технологии 1xEV-DO не менее 30 тыс. клиентов (рост на 60 % с 2009 года)[230]
- На 01.07.2012 количество клиентов по проекту сети WLL составило до 170 000 номеров, было построено более 100 базовых станций WLL по всей стране, вложено инвестиций до 10 млн $ в эквиваленте[231].

#### История сетиWiMAXот РУП «Белтелеком»
Первоначально было заявлено, что «Белтелеком» не будет осуществлять сплошного покрытия городов сетью по опыту компании «Скартел» под брендом «Yota». WiMAX от РУП «Белтелеком» должен был строиться лишь в тех районах, где было проблематично проводить кабельный интернет.
Ранее сообщалось, в соответствии с заявлением министра связи Республики Беларусь Николая Пантелея, что «Для предоставления услуг передачи данных по технологии WiMAX частоты в Беларуси* выделены. Кроме того, частоты выделены „Белтелекому“. Первые базовые станции национальный оператор электросвязи запускает в эксплуатацию в Минске в текущем 2009 году».
(*) Такое написание в исходнике текста цитаты
31 марта 2010 года РУП «Белтелеком» объявило о начале тестово-коммерческой эксплуатации сети WiMAX.
На 30.12.2009 г. сеть WiMAX от «Белтелекома» состояла из 5 базовых станций. Первая очередь ввода предусматривала постройку 22 базовых станций. Начало продаж новой услуги предусматривалось на 1 квартал 2010 года. «Белтелекому» был выделен частотный ресурс — сквозной по всей стране — 3,5 ГГц.
30.03.2010 РУП «Белтелеком» сообщило о начале коммерческой эксплуатации собственной сети WiMAX в Минске. На определённый момент в минской сети работало 22 базовые станции. До конца 2010 года РУП «Белтелеком» рассчитывал ввести в строй до 300 базовых станций в Минске и областных центрах Беларуси, однако 15.09.2010 заместитель генерального директора по коммерческим вопросам РУП «Белтелеком» Андрей Соборов сообщил, что заявка «Белтелекома» на предоставление более эффективного диапазона для WiMAX (2,5-2,6 ГГц) не была удовлетворена в ГКРЧ, поэтому РУП «Белтелеком» решило в отношении WiMAX «поставить проект на паузу».
13.07.2011 был объявлен конкурс на право получения и эксплуатации полосы радиочастот шириной 60 МГц в диапазоне 5650-5725 МГц для оказания услуг передачи данных на территории Минска и Минского района. Стоимость полосы анонсирована в размере 315,7 тыс. евро.
Так и не было определено, в какой форме будет существовать построенная РУП «Белтелеком» WiMAX сеть, развернутая в Минске. Не исключалось, что эти точки будут в дальнейшем свернуты. «В текущих условиях развивать WiMAX на диапазоне 3,5 ГГц мы приняли решение, что нецелесообразно, но в каком-то виде на этой частоте, возможно, WiMAX будет существовать ещё». На 11.05.2011 в сети WiMAX «Белтелекома» доступом в интернет пользовались порядка 700 абонентов.
При работе с БС WiMAX от РУП «Белтелеком» максимальная дальность приёма сигнала (без препятствий) — достигала до 1 км. Download — максимум до 6 Мбит/сек., в среднем − 1-2 Мбит/сек.
С 01.05.2017 РУП «Белтелеком» окончательно прекратило коммерческое предоставление услуги «Доступ в сеть Интернет на базе технологии WiMAX».

#### Сети Wi-Fi в Беларуси
Доступ в интернет по технологии Wi-Fi предоставляется РУП «Белтелеком», СООО «Мобильные ТелеСистемы», УП «А1» (в сотрудничестве с РУП «Белтелеком»), ИООО «Альтернативная цифровая сеть» (бренд «Атлант Телеком») и компанией-оператором кабельных сетей в Минске — УП «МТИС» (Унитарное предприятие «Минские телевизионные информационные сети»).
Операторы мобильной связи СООО «Мобильные ТелеСистемы» и УП «А1» при этом выступают как виртуальные операторы, предоставляя клиентам доступ на базе сети Wi-Fi «Белтелекома». Собственные точки доступа МТС развернуты только в Белорусском государственном университете информатики и радиоэлектроники.
На 10.11.2014, по оценкам экспертов компании J’son & Partners Consulting, количество бесплатных точек доступа в интернет по технологии Wi-Fi в Республике Беларусь не превышало 100 единиц по всей стране.

##### Wi-Fi от РУП «Белтелеком»
Низкий объём рынка Wi-Fi в Республике Беларусь (до 1,5 % рынка проводного широкополосного доступа) связан в том числе и с тем, что развитие Wi-Fi в публичном сегменте на начальном этапе рассматривалось «Белтелекомом» как «имиджевый», а не как коммерческий проект.
На 21.01.2016 «Белтелеком» обслуживал две крупные общереспубликанские сети Wi-Fi, построенные на различном оборудовании и использующие различные бизнес-модели. Общее число точек доступа в данных сетях — порядка 375 тыс.:
- Сеть точек общественного доступа Wi-Fi «BELTELECOM» (Cisco) — около 2 тыс.

(на 10.11.2014 — 1,3 тыс.) точек доступа.
- Сеть точек «byfly WIFI» (Home Wi-Fi) — около 373 тыс. точек.

(на 10.11.2014 — около 256 тыс. точек.)
На 31.12.2013 руководитель РУП «Белтелеком» объявил о собственной сети в 50 тыс. точек доступа Wi-Fi по всей стране (включая 6 тыс. в Минске).
По статистической сводке РУП «Белтелеком», в Республике Беларусь насчитывалось 3900 уникальных пользователей Wi-Fi (все они — активные абоненты и, в основном, студенты). Чаще всего Wi-Fi для выхода в Интернет используется именно в учебных заведениях. Сеть Wi-Fi от «Белтелекома», построенная на оборудовании Cisco, была запущена в коммерческую эксплуатацию в июле 2008 года.

###### история развития сети точек доступа по Wi-Fi от РУП «Белтелеком» в Республике Беларусь
- 01.01.2015 число точек Wi-Fi от РУП «Белтелеком» — не менее 302,4 тыс., из них 75,6 тыс. — в городе Минске. По итогам 2014 года было установлено порядка 153 тыс. точек доступа Wi-Fi[29].
- 30.10.2014 число точек Wi-Fi от РУП «Белтелеком» составляет не менее 280 566 точек, из них 74 968 — в Минске. В 2015 году оператор планирует дальнейшее расширение сети Wi-Fi до 300 000 точек в целом по республике[245].
- 2013 год. ВЗРЫВНОЙ РОСТ ЧИСЛА ТОЧЕК ДОСТУПА. Реализован проект byfly WIFI по модели Homespot, кардинально ускоривший темпы развития сети Wi-Fi от РУП «Белтелеком». По данным «Белтелекома», за первое полугодие 2014 года число точек доступа возросло на 85 тысяч (на 50 %) и составило почти 256 тысяч[244].
- 22.11.2012 число точек беспроводного доступа Wi-Fi достигло 1300 единиц[246].
- 12.07.2012 количество точек доступа Wi-Fi от «Белтелекома» в стране составляло до 1200 единиц[247],
- в конце 2011 насчитывалось не менее 1100 точек доступа[244].
- в 2010 насчитывалось не менее 645[248]
- в 2009—278[249] (343?) точек,
- в 2008—240 точек доступа в Интернет по технологии Wi-Fi, в Минске — не менее 262 точек доступа.

Сообщалось, что максимальная скорость доступа в интернет с использованием Wi-Fi составляет до 7 Мбит/с.

##### Wi-Fi от СООО «Мобильные ТелеСистемы»
15 мая 2009 года было заявлено о ведении переговоров «Белтелекомом» и компанией «Мобильные ТелеСистемы» по поводу совместного развития сети точек доступа Wi-Fi в Беларуси. При этом не исключается вариант установки точек доступа Wi-Fi на базовых станциях «Мобильные ТелеСистемы» по всей республике.
23 декабря 2009 года компания СООО «Мобильные ТелеСистемы» объявила о запуске сети Wi-Fi в коммерческую эксплуатацию. Компания первой среди белорусских операторов сотовой связи запустила в тестовом режиме сеть беспроводного доступа по технологии Wi-Fi. Первый участок сети Wi-Fi от СООО «Мобильные ТелеСистемы» начал функционировать в ноябре 2009 года. Тестирование Wi-Fi продолжалось в бесплатном режиме для всех желающих в течение 1 месяца. С 21 декабря 2009 года пользование сетью Wi-Fi МТС переведено на коммерческую основу. Услуга «МТС Wi-Fi» предлагает абоненту широкополосный беспроводной доступ в интернет по технологии Wi-Fi со скоростью передачи данных до 54 Мбит/сек. и с интервалом тарификации в 1 байт. Услуга «МТС Wi-Fi» доступна в роуминге абонентам Wi-Fi от РУП Белтелеком.

##### Wi-Fi от унитарного предприятия «А1»
Оператор мобильной связи А1 с 01.07.2010 предоставляет своим абонентам услуги по заказу доступа в интернет в точках доступа Wi-Fi от РУП «Белтелеком». Авторизация в Wi-Fi сети проводится при помощи SMS.

##### Wi-Fi от УП «МТИС»
Государственная компания-оператор кабельных сетей в Минске — УП «МТИС» — предоставляет доступ в интернет через посредство собственной кабельной телевизионной сети с предоставлением в аренду оборудования Wi-Fi.

#### Спутниковый интернет
Услугу беспроводного доступа в Интернет (входящий трафик — по спутниковому каналу, исходящий трафик — по сетям мобильной связи) на условиях дистрибуции до февраля 2012 оказывала компания «Соло».
Телекоммуникационная компания ЗАО «Соло» была создана в 1989 году. На белорусском рынке услуг связи компания работала с 1991 года. В 1993 году компания стала первым частным провайдером услуг связи. В 2009 году начала оказывать услуги IP-телевидения, в 2010 году получила право предоставления услуг телефонии по IP-протоколу. 31.01.2012 произошло слияние через выкуп акционерами компании «АЦС» 100 % акций компании «Соло». Акционеры компании — Фонд прямых инвестиций SMH под управлением Зубр Капитал и ЕБРР.

#### Беспроводные сети операторов мобильной связи с доступом в интернет
Мобильный доступ к интернету в Беларуси возможен по 2G, 3G и 4G у 3 операторов сотовой связи и от РУП «Белтелеком» при посредничестве МТС в рамках услуги ™"ByFly" по 3G. С 12.2011 по 11.06.2012 в Минске и Гродно предоставлялся доступ в интернет по сетям LTE компании Yota-бел. На 11.2016 все три сотовых оператора Беларуси пользуются общей 4G-сетью, выстроенной СООО «Белорусские облачные технологии». Доступ в интернет по сетям 2G и 3G обеспечивается при посредстве 16,8 (ранее 14,6-15,042-15,7) тысячи базовых станций (из них не менее 5500 (ранее — 4360, 4100) поддерживают 3G (UMTS). В республике насчитывается до 11,3 млн
 (ранее — 10,7) абонентов сотовой связи.

##### Беспроводные3G/3G+ сети операторов мобильной связи с доступом в интернет

###### 3Gот РУП «Белтелеком»
17.01.2022 Министерство связи и информатизации Республики Беларусь внесло изменения в лицензию в области связи, выданную РУП «Белтелеком», согласно которым с момента внесения изменений РУП «Белтелеком» получило право оказывать услуги сотовой подвижной электросвязи. Отмечалось, что это будет содействовать успешному развитию РУП «Белтелеком» и создаст новые возможности для оказания «конвергентных услуг», когда в одном пакете услуг совмещаются традиционные услуги фиксированной связи (телефон, доступ в сеть Интернет, кабельное телевидение) и услуги, оказываемые с помощью сотовой подвижной электросвязи. Сообщалось, что оказание услуг мобильной связи 2G РУП «Белтелеком» будет развиваться в рамках заключенного договора с инфраструктурным оператором сети LTE.
До 17.01.2022, вероятнее всего, как принадлежащая и обслуживаемая силами РУП «Белтелеком» сеть сотовой подвижной электросвязи фактически не существовала, однако РУП «Белтелеком», имея долю в компании МТС, имело и имеет возможность использовать 2G- и 3G-сети МТС для оказания доступа в интернет в рамках собственной услуги ™"ByFly".

###### 3G-сеть связи отА1
На 10.2012 сеть 3G HSPA+ от А1 охватывала около 5200 населённых пунктов Республики Беларусь. Услуги 3G c конца 2012 года доступны во всех городах республики. Услуги 3G/3G+ от А1 на максимальной скорости до 42 Мбит/с доступны 90 % населения страны. Услуги 2G-связи доступны 98,9 % жителям республики и 100 % городского населения Беларуси. Ранее (29.02.2012) А1 обеспечивал покрытие сетью 3G/3G+ территории, где проживало до 99,5 % городского населения Беларуси и 82,3 % сельских жителей. В декабре 2011 года было обеспечено 3G-покрытие на отдельных станциях минского метрополитена БС с поддержкой 3G/3G+ установлены в 4069 населённых пунктах (включая 110 городов). На 2005 БС (ранее — на 434 БС), включая столицу и пригород, обеспечена работа технологий HSPA+ и Dual-Carrier HSDPA (максимальная скорость нисходящего потока — до 42 Мбит/c на один сектор) для мобильного доступа в интернет.
На 28.01.2013 в сети «А1» работало не менее 3 301 базовой станции (с 05.07.2010) и 28 754 приемопередатчика в 1 360 населённых пунктах страны. На 31.10.2013 — не менее 2000 базовых станций с поддержкой 3G/3G+.
На 17.03.2010 3G-сеть «А1» насчитывала 192 базовые станции (из них 146 — в Минске и 46 — в Гомеле). В Могилёве 50 базовых станций работают по стандарту UMTS с поддержкой HSPA+ (3,75 G). В сети А1 на конец 2012 — не менее 803 тыс. (на 2010 было 500 тыс.) активных пользователей передачи данных (в 2009 было до 250 тыс.). Всего в сети насчитывается около 430 тыс. 3G-терминалов. В сети А1 — 86 222 потребителя услуги подключения к широкополосному интернету.
Ранее, 7 мая 2009 года, было сделано заявление о том, что ИП «Велком» (ТМ velcom, ПРИВЕТ) подписало эксклюзивный договор с ООО СП «БелСел» (ТМ DIALLOG), в соответствии с которым velcom будет предоставлять под собственным брендом услуги широкополосного доступа в Интернет по технологии EV-DO Rev. A на базе сети стандарта CDMA оператора DIALLOG, которая обеспечивает скоростью передачи данных до 3,1 Мбит/сек[что?].
Затем, 4 декабря 2009 года, было заявлено, что мобильный оператор «Велком» намерен начать коммерческое использование собственной сети по технологии UMTS в первом квартале 2010 года. Отмечалось, что данная сеть будет построена на оборудовании компании Nokia Siemens Networks и сначала сеть будет развёрнута в Минске и позже в областных и других крупных городах страны. 01.02.2010 г. оператор velcom получил лицензию на развертывание 3G-сети в Республике Беларусь. В соответствии с заявлением заместителя генерального директора по техническим вопросам ИП «Велком» Роберта Сааба, ежедневно в стране модернизируется (для продвижения технологии UMTS) до 10 базовых станций. Ранее сообщалось, что ИП «Велком» заплатило государству за право работы на выделенных радиочастотах сумму в районе 9,5 млн евро. Начиная с 11 часов 15.03.2010 в сети оператора было начато «масштабное тестирование UMTS-сети в Минске и в Гомеле».
17.03.2010 было заявлено, что ИП «Велком» перешло сразу на технологию HSPA+. На текущий момент на всех базовых станция «Велком» с 3G-оборудованием поддерживается технология HSPA+, то есть (3,75 G). Во время технических тестов в 3G-сети velcom была достигнута максимальная скорости передачи данных до 20,3 Мбит/с. Сеть UMTS от ИП «Велком» с использованием технологии HSPA/HSPA+ в Минске и Гомеле была построена менее чем за 3 месяца, что стало возможными благодаря предварительной работе по модернизации транспортных сетей, замене коммутационного оборудования и внедрения R4 Architecture.
01.10.2010 3G-сеть velcom функционировала на территории Минска, аэропорта «Минск-2», областных центров и 11 крупных городов Беларуси. 3G-сеть velcom развивалась (в режиме коммерческой эксплуатации, перечисление по порядку включения в сеть): в Минске, Гомеле, Могилёве (заработало до 50 БС), Жлобине, Пинске, Гродно, Бресте, Витебске, Новополоцке, Речице, Полоцке и Барановичах.
- 20.04.2010 ИП «Велком» объявило о начале пробных включений 3G-сети в Могилёве[273].
- 14.05.2010 г. было объявлено о начале тестирования 3G-сети velcom в Бобруйске[294].
- 28.05.2010 г. было объявлено о начале пробной эксплуатации сети 3G от «Велком» в Борисове[295].
- 17.06.2010 было заявлено о начале пробной эксплуатации базовых станций «Велком» с поддержкой 3G в Гродно[296].
- 25.06.2010 было объявлено о пробном включении базовых станций 3G/3G+ velcom в Бресте[297].
- 02.07.2010 было объявлено о начале 2-дневного тестирования 3G-сети velcom в Витебске в режиме пробного включения[298], а с 07.07.2010 3G-сеть velcom в Витебске работает в режиме коммерческой эксплуатации[299].
- 20.07.2010 объявлено о пробном включении базовых станций 3G/3G+ velcom в Полоцке и Новополоцке[300].
- 26.07.2010 объявлено о пробном включении сети 3G/3G+ velcom в Речице[301].
- 08.09.2010 было объявлено о запуске сети третьего поколения velcom с технологией HSPA+ в Лиде[302].
- 28.09.2010 состоялся коммерческий старт 3G/3G+ velcom в Молодечно, Слуцке, Солигорске и Жодино[303].
- 11.10.2010 velcom запустил сеть 3G в режиме коммерческой эксплуатации в Лунинце[304].
- 26.10.2010 velcom запустил HSPA± сети 3G в 3 новых городах: Светлогорске, Калинковичах и Мозыре[305].
- 01.11.2010 velcom запустил сеть 3G в режиме коммерческой эксплуатации в Горках и Орше[306].
- 08.11.2010 velcom запустил сеть 3G в режиме коммерческой эксплуатации в Ошмянах, Кобрине, Волковыске, Сморгони и Вилейке[307].
- 09.11.2010 velcom запустил сеть 3G в режиме коммерческой эксплуатации в Новогрудке и Слониме[308].
- 15.11.2010 velcom запустил сеть 3G в режиме коммерческой эксплуатации в Воложине, Хойниках и Старых Дорогах. 3G от velcom работает в 40 городах Беларуси, общее число населённых пунктов с базовыми станциями velcom 3G с поддержкой технологии HSPA+ — не менее 81[309].
- 19.11.2010 velcom запустил сеть 3G в режиме коммерческой эксплуатации в Быхове, Кричеве, Шклове, Ганцевичах, Микашевичах, и Смолевичах. Общее количество населённых пунктов в сети 3G velcom — 90 (в том числе 46 городов)[310].
- 25.11.2010 velcom запустил сеть 3G в режиме коммерческой эксплуатации в Несвиже[311].
- 03.12.2010 velcom запустил сеть 3G в режиме коммерческой эксплуатации в Дзержинске и Лельчицах[312].
- 10.12.2010 velcom запустил сеть 3G в режиме коммерческой эксплуатации в Климовичах, Костюковичах, Житковичах и Любани[313].
- 14.12.2010 сеть 3G velcom запущена в режиме коммерческой эксплуатации в Добруше[314], а 27.12.2010 — в Браславе и Силичах[315].
- 01.06.2011 сеть 3G velcom покрывает 166 населённых пунктов, включая 71 город республики.

В местах максимальной загрузки сети внедряется технология Dual-Carrier HSDPA. Технология доступна на 187 станциях.
До конца 2010 г. сеть 3G velcom охватила все областные центры Беларуси, продолжилось покрытие оставшихся крупных городов. Несмотря на запуск собственной 3G-сети, velcom до определённого времени не отказывался от сотрудничества с DIALLOG и подключал к интернету по технологии EV-DO, но затем отказался от сотрудничества.

###### 3G-сеть связи отlife:)
19.07.2010 заявлялось, что «life:)» имеет абонентскую базу в 1,3 млн абонентов.
Выручка «life:)» от предоставления услуг передачи данных составляла на 09.02.2011 до 35 % от общей величины доходов. По данным «life:)», прибыльность услуг по передаче данных составляет до 44 %.
- Количество пользователей 3G от «life:)» составляет 240 000, около 125 000 используют пакеты 3G-трафика[317].
- Ранее количество абонентов с 3G от «life:)» было поступательно — 100 тыс.[319], затем превышало 200 000, около 90 000 пользователей имели подписку на мобильный интернет, а остальные пользовались сетью 3G от «life:)», не подписываясь на специальные интернет-пакеты[320].
- Ранее (на 27.05.2010) сообщалось, что оператором «life:)» было установлено 2700 БС, что составляло 65 % от плана. Т. о. общее запланированное число БС от «life:)» — ориентировочно, от 3500[321] до 3645[322], из них с поддержкой 3G — 1000 и более[323].
- Ожидалось, что к концу 2010 года у «life:)» будет 3500 БС (в том числе — 1060 с 3G) на двух тысячах площадок. Еженедельно вводится в эксплуатацию более 10 базовых станций life:)[265]. 25.08.2011 было объявлено, что Life установил 1000 БС с 3G[324]. По словам технического директора мобильного оператора life:) Николая Юшкевича от 11.11.2010: «на конец года (2010?) у нас будет порядка 900 базовых станций 3G (…) К концу года у life:) будет 2 500 базовых станций 2G. В будущем году (2011) основная задача — расширять и оптимизировать покрытие 2G на автомагистралях»[325].

Для нужд транспорта больших объёмов трафика «life:)» строит собственные волоконно-оптические сети. В Минске уже был построен первый этап — порядка 150 км. Планировалось увеличить общую протяжённость оптоволоконной сети в Минске до 300 км. Вскоре будут начаты работы по прокладке оптоволоконных кольцевых линий длиной от 38 до 50 км каждое в областных центрах Беларуси — Гродно, Витебске, и Гомеле. Для Могилёва и Бреста до конца августа 2010 будут выбраны подрядчики по прокладке линий.
На текущий момент коммутационная ёмкость сети «life:)» — 3 млн абонентов. Сеть коммутации охватывает столицу страны и областные центры — всего 7 коммутаторов. Кроме этого, life:) эксплуатирует 8 выносных контроллеров в районных центрах республики — Бобруйск, Барановичи, Мозырь, Слуцк и др. крупные города.
- На 25.02.2010 компания установила около 800 вышек с поддержкой 3G (HSDPA)[326].

На текущий момент около 50 базовых станций «life:)» поддерживают 3,75 G. В планах компании довести их число до 200.
- До недавнего времени в Беларуси функционировало в режиме 3G не менее 604 базовых станций от life:), в том числе в Минске — не менее 223 базовых станций.
- 196 базовых станций с поддержкой 3G до недавнего времени находились в процессе монтажа[328].
- С 22.11.2010 сеть 3G life:) покрывает не менее 96 населённых пунктов Беларуси (включая 45 городов) при посредстве 755 базовых станций 3G[329].
- 25.11.2010 сеть 3G life:) покрывает не менее 97 населённых пунктов Беларуси, в распоряжении life:) не менее 805 базовых станций. До конца 2010 г. количество населённых пунктов, покрытых 3G от life:) будет до 112, а число базовых станций достигнет 895. К середине 2011 г. в Беларуси будет 150 населённых пунктов, покрытых 3G-сетью life:)[330].

В развитие новой инфраструктуры «life:)» по состоянию на 25.02.2010 вложил порядка 20 миллионов долларов в эквиваленте. Реальная пропускная способность 3G HSDPA+ составит 4-5 Мбит/с в зависимости от нагрузки сети. «life:)» будет внедрять HSPA+ в первую очередь в тех регионах, где число потенциальных пользователей высоко — то есть в Минске и областных центрах.
04.11.2009 года в контексте описания перспектив развития сети «life:)» было заявлено, что оператор станет одним из первых, кто перейдёт на технологию 4G. «Инфраструктура 4G строится уже сегодня, в будущем нам будет необходимо лишь перераспределить частоты» — сообщил представитель life:). В соответствии с заявлением генерального директора «life:)» Озджана Эрмиша, его компания намерена строить сети LTE в Беларуси.
«life:)» стал вторым из GSM-операторов Беларуси (после «Diallog»), начавшим коммерческую эксплуатацию мобильной связи стандарта 3G и первым оператором, использующим технологию UMTS/HSDPA (3,75 G). До конца 2010 года оператор намерен набрать 500 000 абонентов 3G.
Начало работы «life:)» с 3G началось с 5 августа 2009 года, когда было заявлено о выделении оператору сотовой телефонной связи полос радиочастот нужд построения и работы сети в стандарте UMTS в диапазоне частот 2100 МГц. В соответствии с постановлением Государственной комиссии по радиочастотам при совете Безопасности Республики Беларусь от 23.07.2009 года, № 14к/с говорилось о решении выделить ЗАО «БеСТ» полосы радиочастот 1935—1940 МГц и 2125—2130 МГц для «эксплуатации радиоэлектронных средств подвижной сотовой электросвязи технологии UTMS (3G) в сетях электросвязи общего пользования». Затем, 24 августа 2009 года, было заявлено о запуске в режиме 3G первых 2 базовых станций оператора сотовой связи life:). Обе станции располагались в Минске: одна из БС располагалась в районе ГУМа, вторая расположилась непосредственно в офисе компании life:) на улице Красноармейской в г. Минске и покрывала прилегающую улицу и дворы.

###### 3G-сеть связи отМТС
По состоянию на 23.10.2012 у СООО «Мобильные ТелеСистемы» (МТС) — около 1,2 млн пользователей мобильного интернета (в том числе не менее 920 тыс. на конец 2012 (22.10.2012 — было 800 тыс.)). На 12.2013 на всей территории Беларуси работало 1944 БС с поддержкой 3G от МТС. Ранее в Беларуси работало 1760 и 1698 БС с поддержкой 3G от МТС. Услуги МТС с поддержкой 3G охватывают территорию проживания 84,1 % населения страны.
Оператор МТС запустил в коммерческую эксплуатацию сеть 3G с поддержкой технологии HSPA+ в сентябре 2010 года. На момент запуска она охватывала Минск и пять областных центров, где проживали 39 % населения страны.
Ранее, 21.09.2010 у СООО «Мобильные ТелеСистемы» (МТС) было более 4,62 млн абонентов
- Сотовую сеть МТС составляют не менее 5088[340] (ранее — 4400) базовых станций, охватывающих 99,7 % населения и покрывающих связью 97,23 % территории Беларуси, 21 906 населённых пунктов включая 1180 агрогородков[341]. 3G-покрытие 118 (ранее — 32) городов обеспечивают не менее 695 базовых станций, охватывая до 76 % (ранее 53,6 %) населения страны[342]. Чуть ранее 3G-сеть от «МТС» составляли не менее 692 базовых станций, а интернет по 3G от МТС был доступен более 50 % населения страны[343].

За 8 лет инвестиции компании составили 679,5 млн $. Компанией выплачено 553 млн $ налогов в эквиваленте (в том числе 90 млн $ в 2009 г.).
- 26.05.2010 «МТС» объявил о запуске в коммерческую эксплуатацию фрагментов сети 3G/3G+ в Минске и в Национальном аэропорту Минск[344].
- С 23.06.2010 связь 3G от «МТС» работает на станции «Октябрьская» минского метрополитена[345].
- 27.07.2010 «МТС» объявил о пробном включении запуске собственной 3G-сети в Могилёве[346].
- 18.08.2010 «МТС» объявил о запуске в тестовую эксплуатацию сети «третьего поколения» во всех областных центрах Беларуси[347]. На всех базовых станциях сети МТС 3G/3G+ работает технология HSPA+.
- 28.10.2010 3G-сеть от «МТС» работает в Сморгони и Горках. 3G+ от «МТС» доступна в городах, в которых проживает 39 % населения страны: Бобруйске, Бресте, Витебске, Гомеле, Горках, Гродно, Лиде, Минске, Могилёве, Молодечно, Сморгони[348].

Ранее было заявлено, что до 01.09.2010 года в Минске и во всех областных центрах Беларуси будет завершена модернизация всей сети в направлении HSPA+. Как было обещано, до конца 2010 года в зоне покрытия 3G/3G+ от «МТС» будет не менее 18 городов с населением более 50 тыс. человек. В перспективе планируется полный охват связью 3G/3G+ от МТС для всех районных центров Беларуси.
«МТС» начало строительство 3G-сети в Беларуси начиная с апреля по сентябрь 2010 года. В качестве главного поставщика оборудования для сети выступил Huawei Technologies Co. Ltd, поставляющий оператору оборудование, элементы инфраструктуры сети и радиоподсистемы. Заявлялось, что будет устанавливаться оборудование, которое обеспечит поддержку стандартов нескольких поколений мобильной связи и позволит предоставлять услуги мобильного широкополосного доступа (ШПД) со скоростью до 21/11 Мбит/с в канале связи. Модернизация сети пройдёт в несколько этапов: с апреля 2010 года начался поэтапный ввод фрагментов сети, который завершится в Минске и областных городах до конца сентября 2010 года. Модернизация сети будет проводиться в направлении HSPA+, что сделает возможным для абонентов получение доступа к видеотелефонии, видеоконференции, мобильному телевидению и другим инновационным услугам. До недавнего времени в тестовом режиме работало примерно 50 базовых станций 3G от «МТС».

##### 4G-сети операторов связи для доступа в интернет в Беларуси
Ранее министр связи и информатизации Республики Беларусь Николай Пантелей заявлял, что выдача LTE-лицензий мобильным операторам, скорее всего, будет проводиться в ходе конкурса. По словам министра, «Мы [министерство связи] сейчас определяем те частоты, на которых мы будем работать для выдачи лицензий на оказание услуг по технологии LTE. Думаю, эти лицензии мы будем выдавать на конкурсной основе».
Позднее было объявлено, что конкурс на получение радиочастот для технологии LTE будет проведён в сентябре 2011.
Высказывалось мнение, что широкое коммерческое применение технологии LTE в Беларуси станет возможным не раньше 2012—2013 года, а старт первой в Беларуси LTE-сети произойдёт не ранее 2011 года.
По словам Николая Пантелея, на протяжении 2011—2015 годов Министерство связи Беларуси планировало:
1. перевести сети электросвязи в мультисервисную форму (с осуществлением передачи данных в услугах стационарной проводной и подвижной электросвязи по ip-протоколу);
2. внедрить услуги сотовой подвижной электросвязи 4G по технологии LTE, а также расширять сети WiMAX и WCDMA с охватом территории Минска и областных центров с целью увеличения количества абонентов беспроводного доступа в интернет до 5,0 млн[354].

Первоначально о своём интересе к построению сетей LTE заявляли операторы life:), МТС, velcom, Yota-бел и РУП «Белтелеком».
16.11.2010 на заседании Государственной комиссии по радиочастотам (ГКРЧ) белорусскими операторам связи разрешено провести опытную эксплуатацию технологии LTE.
- Опытная эксплуатация технологии LTE была разрешена с 16.11.2010, завершится опытная эксплуатация технологии 01.05.2011 года.
- Проводить опытную эксплуатацию LTE будут ЗАО «БеСТ» (тм Life:), СООО «МТС» и РУП «Белтелеком».
- В срок до 01.09.2011 Министерство связи и информатизации Республики Беларусь в ходе конкурса определит операторов, уполномоченных для использования радиочастот по технологии LTE[355].
- 04.01.2011 Министерство связи и информатизации Республики Беларусь, исполняя решение Государственной комиссии по радиочастотам при Совете Безопасности Республики Беларусь от 16.11.2010 г. № 39К/10 «О проведении тендера (конкурса) на использование полос радиочастот 2500—2535 МГц и 2620—2655 МГц», своим приказом от 31.12.2010 г. № 350 создало межведомственную конкурсную комиссию.

Указанная комиссия до 06.05.2011 г. разработает и представит на утверждение Министру документы для проведения тендера (конкурса) на использование полос радиочастот для эксплуатации радиоэлектронных средств перспективных радиотехнологий в сети электросвязи общего пользования на территории Республики Беларусь.
- В срок до 20.05.2011 г. будет сообщено о проведении тендера на использование радиочастотного спектра, а до 01.09.2011 г. будет проведён тендер на использование радиочастотного спектра[356].
- В срок до 23.06.2011 министерство связи принимает документы для участие в конкурсе на использование радиочастотного спектра, а до 04.08.2011 состоится определение победителя и подведение итогов конкурса[357].

Оператор МТС не планировал делать тестирование публичным. По мнению руководства некоторых операторов сотовой связи, ранее 2012 года коммерческий запуск LTE в Беларуси считался нецелесообразным.
Интерес к построению 4G LTE-сети от компании Yota-бел озвучивался до 2011 лишь со стороны сторонних источников на уровне слухов и предположений, равно как и размер диапазона выделенных Yota радиочастот (шириной 30 МГц). Позднее министерство связи официально заявило, что Yota-бел будет развивать только WiMAX, а об LTE речи не идёт. По состоянию на декабрь 2011 Yota-бел окончательно отказалась от планов по развитию WiMAX в пользу монтажа собственной LTE-сети. С 11.06.2012 Yota-бел прекратила эксплуатацию LTE-сети в связи с ориентацией бизнеса на российский рынок.
- По состоянию на 02.12.2013 согласно указу Президента Республики Беларусь № 556 инфраструктурный оператор «Белорусские облачные технологии» получил эксклюзивные права на использование радиочастот для организации LTE-сети связи[361]. Начиная с 4 квартала 2013 года «Белорусские облачные технологии» развертывают по стране ЕРСПД (Единую республиканскую сеть передачи данных), которая начиная с 2015 года станет опорной для развертывания сетей LTE-операторов беспроводной связи.

К 11.04.2017 утверждалось, что не менее 42 % населения страны имело возможность воспользоваться связью по технологии 4G. «Где-то процентов 25-30 (скачиваемой информации) перешло на работу с технологией 4G LTE. Хотя, конечно, все зависит от зоны покрытия».
К 09.10.2018 число базовых станций (БС) с поддержкой 4G составило 1510 станций более чем в 180 городах и населенных пунктах страны.

###### История эксплуатации 4GLTE-сети от компании «Yota Бел»
В 2009 году на белорусский рынок вышла российская коммуникационная компания Yota, являющаяся дочерней структурой российской компании Скартел; «Yota Бел» входит в структуру компании WiMAX Holding Ltd., которой принадлежит и российская компания «Скартел» (бренд Yota). Созданному в октябре 2008 года ИООО «Йота Бел» в декабре 2008 года была выдана лицензия Министерства связи и информатизации Республики Беларусь на право деятельности в области связи. 23.07.2009 года Госкомиссией по радиочастотам при Совете Безопасности Республики Беларусь компании «Yota Бел» (бренд Yota) были выделены полосы радиочастот 2,5-2,6 ГГц для эксплуатации радиоэлектронных средств беспроводного широкополосного доступа на территории Беларуси в сети электросвязи общего пользования (решение вступило в силу в августе 2009). Компания Yota также зарегистрировала в официальном порядке свой розничный проект в Беларуси — ИООО «Йота Ритейл Бел».
Компания ранее планировала инвестировать в белорусское дочернее предприятие — ИООО «Yota Бел» — до 50 млн долларов США в эквиваленте. Yota первоначально получила достаточно широкую (60 МГц) полосу частот для оказания услуг мобильного WiMAX в диапазоне 2,5 ГГц. Компания готовилась произвести запуск сети во втором квартале 2010 года (начиная с Гродно) и предоставлять услуги половине населения страны к 2012 году); из-за последующего перераспределения частот на 2 полосы шириной по 30 МГц на 13.05.2011 планы Yota не были осуществлены в плане коммерческого запуска сети, в то время как физически сеть Yota была ранее построена в Гродно, но запуск сети был отложен. Запуск сети в Гродно планировался во 2-й половине 2010 года (07.04.2010 было заявлено, что сеть Yota начнет работу в коммерческом режиме в Гродно в сентябре 2010 года, но на текущий момент старт сети отложен), параллельно началось строительство сети в Минске. Несмотря на отложенный запуск WiMAX от Yota, уже построенная сеть покрывала порядка 75 % территории всего Гродно и могла обеспечить абонентам скорость доступа в интернет до 10 Мбит/с; 13.05.2011 было заявлено, что Yota обновляет сеть мобильного интернета в Гродно и строит её в Минске уже в соответствии с новыми требованиями Министерства связи и информатизации Республики Беларусь (для 2 разнесённых полос частот шириной по 30 МГц). Поначалу для развертывания сети планировалось использовать WiMAX-оборудование стандарта IEEE 802.16е производства компании Samsung.
Ранее публиковалась информация, что «Yota Бел» уже обладала интернет-каналом, предоставленным белорусским интернет-провайдером «Деловая сеть».
01.12.2011 компания Yota запустила в Республике Беларусь сеть мобильного широкополосного доступа по технологии 4G LTE в режиме коммерческой эксплуатации (значительно ранее запуск анонсировался лишь на 2012 год) как и было чуть предварительно объявлено.
По информации из неофициальных источников, финансирование запуска LTE Yota составило до 2,6 млн долл. Предварительно, с 17.10.2011, были введены в эксплуатацию первые 5 базовых станций в Минске для проведения полноценного тестирования. Сообщалось, что в стадии монтажа находятся ещё 4 БС. Сеть была реализована на базе оборудования Huawei с использованием технологии LTE 3GPP Release 8 в режиме частотного разделения каналов (FDD). В конце ноября 2011 анонсировалось начало публичного тестирования сети Yota с 01.12.2011 до 02.2012. Как и планировалось, в первую очередь LTE-сеть была запущена в Минске и Гродно. В общей сложности LTE-сеть Yota обслуживало 38 базовых станций Huawei: из них 29 — в Минске и 9 — в Гродно. LTE-сеть Yota работает в двух полосах частот диапазонов (2535—2565 МГц и 2655—2685 МГц). Для нужд обслуживания абонентов у РУП «Белтелеком» был арендован 200 Мбит/с канал.
По мнению директора ИООО «Yota Бел» Сергея Беспалова, срок окупаемости проекта по созданию первой белорусской LTE-сети составил бы 5-7 лет. Дополнительно сообщалось, что инвестиции по проектам сети WiMAX и затем LTE для «Yota Бел» составили в целом около 10 млн $.
11.06.2012 YOTA прекратила предоставление услуг в Минске и Гродно в связи с изменением стратегических приоритетов компании (впредь YOTA сконцентрирована на развитии бизнеса в России. Сеть Yota — первая в России Mobile WiMAX™ (стандарт IEEE 802.16-2005), дающая доступ в интернет со скоростью до 10 Мбит/с и переключение между станциями без обрыва соединения.

###### 4GLTEот РУП «Белтелеком»
15.09.2010 было заявлено, что РУП «Белтелеком» готовит соответствующую заявку в регулирующие органы, в перспективе хочет предоставлять услуги LTE и надеется стать полноценным LTE-оператором. Государственная комиссия по радиочастотам (ГКРЧ) предварительно приняла решение выделить «Белтелекому» частоты для теста LTE. 4 поставщика были готовы поставить необходимое оборудование. В январе 2011 года «Белтелеком» планировал провести публичное тестирование 4G-технологии LTE и участвовать в конкурсе на получение частот для коммерческой эксплуатации упомянутой технологии.
17.01.2022 Министерство связи и информатизации Республики Беларусь внесло изменения в лицензию в области связи, выданную РУП «Белтелеком», согласно которым с момента внесения изменений РУП «Белтелеком» получило право оказывать услуги сотовой подвижной электросвязи. Отмечалось, что это будет содействовать успешному развитию РУП «Белтелеком» и создаст новые возможности для оказания «конвергентных услуг», когда в одном пакете услуг совмещаются традиционные услуги фиксированной связи (телефон, доступ в сеть Интернет, кабельное телевидение) и услуги, оказываемые с помощью сотовой подвижной электросвязи. Сообщалось, что оказание услуг мобильной связи 4G РУП «Белтелеком» будет развиваться в рамках заключенного договора с инфраструктурным оператором сети LTE.
До 17.01.2022, вероятнее всего, как принадлежащая и обслуживаемая силами РУП «Белтелеком» сеть сотовой подвижной электросвязи 4G LTE фактически не существовала.

###### 4GLTEотlife:)
31.03.2010 было заявлено, что оператор life:) подал на рассмотрение Государственной комиссии по радиочастотам (ГКРЧ) заявку о выделении ему LTE-частот в области 2,5 ГГц. Позднее было заявлено, что life:) готовится к тестам оборудования LTE в конце июня — июле 2010. Оператор life:) ожидал разрешения на тестирование LTE от государственных органов ориентировочно в срок до 17.06.2010 и готовился развернуть по всей республике 6 тестовых зон новейшей 4G-технологии в конце июня либо в июле 2010 года.
09.02.2011 была публично продемонстрирована работа тестовой 4G LTE-сети оператора и было объявлено о грядущем (до 09.05.2011 включительно) тестировании, в котором смогут принять участие до 10 тыс. человек. Ожидалось, что при тестировании в реальных (полевых) условиях download составит до 20—30 Мбит/с (в то время как в ходе 1-го публичного теста была продемонстрирован download до 91 Мбит/с. Поставлять львиную долю оборудования для LTE-сети life:), вероятнее всего, будет Huawei.

###### 4GLTEотМТС
02.04.2010 было заявлено, что компания МТС отправила в ГКРЧ две заявки на выделение диапазона частот, необходимого для LTE. В официальном комментарии представителя компании МТС сообщалось: «СООО „МТС“ заинтересовано в скорейшем предоставлении пользователям возможностей, которые откроет им технология LTE. С этой целью компания отправила в ГКРЧ две заявки на выделение частот необходимого диапазона. Одна заявка для выделения частот для развертывания опытной зоны эксплуатации данной технологии в г. Минске, а другая — для развертывания сети LTE для коммерческой эксплуатации в масштабе всей Беларуси».
24.06.2010, в рамках заявления, сделанного Генеральным директором СООО «МТС» Владимиром Карповичем, было отмечено, что ГКРЧ до сих пор не приняло решение о выделении радиочастот для реализации связи по технологии LTE. СООО «МТС» ранее подало заявки на тестовую и коммерческую эксплуатацию и за это время прошло (как минимум) одно заседание ГКРЧ, однако ожидаемое разрешительное решение пока не принято.
16.11.2010 разрешена опытная эксплуатация технологии LTE, в том числе для СООО «МТС», дата завершения опытной эксплуатации технологии — 01.05.2011 года.
На 27.01.2011 велись подготовительные работы для организации тестовой зоны LTE СООО «Мобильные ТелеСистемы», включающие разработку технического решения и согласование документации, непосредственно строительство сети LTE не велось.
На 21.04.2011 сеть LTE из 4 станций от СООО «Мобильные ТелеСистемы» функционировала в тестовом режиме и планировалось её свёртывание до 01.05.2011. В условиях закрытого помещения скорость нисходящего трафика составила до 10—12 Мбит/с.
05.11.2015 было заявлено, что в срок до середины месяца 12.2015 абоненты связи СООО «Мобильные ТелеСистемы» получат начальный доступ к сети LTE. Инфраструктурный оператор beCloud (обслуживает сеть LTE в Беларуси) пояснил, что сеть LTE запустится в коммерческую эксплуатацию ближе к концу 12.2015.
23.12.2016 СООО «Мобильные ТелеСистемы» первым среди белорусских сотовых операторов начал оказывать 4G-услуги во всех областных центрах Республики Беларусь, расширилось покрытие LTE-сети в Минске, в пригородах столицы — Ждановичах, Ратомке, Колодищах, Сенице, Стайках, Тарасове и других. До 31.01.2017 абоненты могли пользоваться технологией LTE бесплатно на скорости нисходящего потока данных до 112 Мбит/с.

###### 4GLTEотА1
14.01.2011 провайдер velcom сообщил о подаче заявки на 4G-частоты. Заявка была подана 14.01 на частоты 800 МГц.
4G LTE от ООО «Объединённые сети»
С 2016 года в Беларуси действует ещё один 4G-оператор домашнего интернета — Анлим.бел. Учредителем которого является компания «Объединённые сети». Компания является официальным партнёром СООО «Белорусские облачные технологии».

###### 4Gот beCloud
Сеть 4G в Республике Беларусь построена СП «Белорусские облачные технологии» (beCloud) в исполнение указа президента Беларуси от 13 декабря 2012 года № 556.
К 13.12.2017 в стране работало более 840 базовых станций связи 4G (к началу 2018 будет 900 БС) в двух диапазонах — 1800 и 2600 МГц. В 2018 году компания планирует увеличить количество станций почти в два раза — как минимум, до 1500 штук. Свыше 68,5 % территории республики охвачено покрытием по технологии LTE.
В 2017 году белорусы использовали 24 тысячи терабайт трафика в сети СП «Белорусские облачные технологии». Общий объём использованного LTE-трафика за 11 месяцев 2017 года составил 37 тыс. терабайт. Потребление в день — около 133 терабайт, львиную долю всего трафика используют в Минске. По данным СП «Белорусские облачные технологии», технология 4G к 13.12.2017 была доступна 68,5 % населения страны. За 4-й квартал 2017 года к сети подключились 52 белорусских города. В сети 4G постоянно находилось около 200 тысяч абонентов.
В планах СП «Белорусские облачные технологии» — покрытие связью 4G минского метрополитена, как станций, так и перегонов. Вопрос находится в проработке.
Пока инфраструктурой beCloud пользуются операторы МТС и life:). По поводу оператора связи velcom до 13.12.2017 не было определённых планов, но компания обещает предоставить оператору доступ в 4G «сиюминутно, на тех же условиях, как и для других партнеров».
СП «Белорусские облачные технологии» хотели протестировать и ввести до конца 2018 года базовые станции в диапазоне 800 МГц — для покрытия трасс, удаленных населенных пунктов и разгрузки существующей сети, а также развернуть в Минске полноценную тестовую зону 5G — к этому времени должны появиться гаджеты с поддержкой этой технологии.
Преимущества инфраструктурной модели 4G сети, реализуемой в Республике Беларусь, следующие: минимизация затрат игроков рынка, отсутствие избыточности инфраструктуры и, как итог, — переход от конкуренции инфраструктур мобильных операторов к конкуренции их сервисов и оптимизации тарифов.
«Три оператора строят сеть — это тройные инвестиции и соответствующие цены, тарифы», — отметил топ-менеджер СООО «Белорусские облачные технологии» Сергей Поблагуев. Белорусская инфраструктурная модель позволит, по его словам, эффективнее использовать национальный частотный диапазон.

###### История эксплуатации 4GLTE-сети от beCloud
Ранее, прогнозно, по словам министра связи и информатизации Республики Беларусь Сергея Попкова, в срок к 4 кварталу 2015 4G LTE должна была появиться в стране: «До конца мая будут подведены итоги конкурса на приобретение оборудования для 4G, первый этап реализации проекта должен начаться в IV квартале этого года — планируется, что в это время технология LTE уже появится в Беларуси».
На 12.08.2013 была получена лицензия на право осуществления деятельности в области связи с выделением полос радиочастот шириной в 20 МГц (в диапазонах 1710—1730/1805-1825 МГц) и шириной 35 МГц (в диапазонах 2530—2565/2650-2685 МГц) для развертывания сети стандарта LTE.
На 07.10.2013 в Минске было развернуто 4 базовых станции LTE Advanced на базе оборудования компании Huawei. Совместно с компанией «МТС» проводилась отработка построения LTE/LTE-Advanced сетей по принципу совместного использования оборудования для нескольких операторов связи.
На 19.12.2013 СООО «Белорусские облачные технологии» завершило тестирование LTE-сети в Минске
. В процессе тестирования LTE-сети была достигнута пиковая скорость передачи данных до 240 Мбит/с в сети LTE Advanced до 150 Мбит/с в LTE-сети.
На 31.07.2014 СООО «Белорусские облачные технологии» эксплуатировало на коммерческой основе опорную сеть для Единой республиканской сети передачи данных, объединяющей 40 населённых пунктов Беларуси (6 областных и 34 районных центров). Основа опорной сети — высокоскоростная магистральная сеть DWDM, обеспечивающая скорость передачи данных 4 Тбит/с (с возможностью увеличения до 8 Тбит/с). Сеть DWDM — фундамент для мультисервисной сети IP/MPLS, способной предоставлять широкий спектр телекоммуникационных услуг, в том числе передачу голосового трафика (beCloud пропускает через свою сеть около 50 % национального транзитного голосового трафика операторов сотовой связи Беларуси). Для реализации проекта применялось оборудование компании Huawei. Объём инвестиций в строительство опорной сети составил не менее 20 миллионов долларов США в эквиваленте.
12.2015 был предварительно анонсирован приход 4G-технологии в срок до конца 2016 году в белорусские областные города, а к 2020 году — в районные центры и иные населенные пункты с населением от 50 тыс. человек. В марте 2016 года было уточнено, что до конца 2018 года LTE придёт в районные центры и иные населенные пункты с численностью населения от 50 тысяч человек.
На 17.12.2015 СООО «Белорусские облачные технологии» запустило в коммерческую эксплуатацию сеть LTE Advanced в Минске. На момент начала работы минской сети LTE в работе задействовано до 150 базовых станций приёма-передачи 4G-сигнала.
За первый месяц эксплуатации сети LTE Advanced СООО «Белорусские облачные технологии» суммарный объём трафика в сети составил 180 терабайт. Средняя скорость закачки по сети составила 21 Мбит/с на пользователя, а максимальная достигла 112 Мбит/с.
К 14.12.2016 максимальная величина нисходящего протока для абонентов белорусских 3G-сетей была ограничена 42 Мбит/с, а в сети 4G были теоретически достижимы 150 Мбит/с (в то время как в Минске среднее значение нисходящего потока 4G составляло в среднем 25 Мбит/с).
По прогнозам beCloud, по сравнению со средними скоростями в столице средние скорости LTE в первые месяцы запуска в областях Беларуси могут возрасти до 30−35 Мбит/с..
К началу марта 2016 года суммарный трафик в LTE сети СООО «Белорусские облачные технологии» превысил отметку в 430 ТБ (для сравнения: к 01.02.2016 — до 220 ТБ данных). Средняя скорость загрузки фиксировалась на уровне ~25 Мбит/с. Увеличение средней скорости нисходящего потока данных было достигнуто путём оптимизации параметров беспроводной сети. Пиковая скорость LTE у отдельных абонентов превысила 110 Мбит/с. В начале 2016 года LTE в Минске использовали менее 3 тыс. абонентов единовременно. К началу марта 2016 года LTE сетью пользовались уже порядка 4,5 тыс. минчан.
14.12.2016 был анонсирован приход 4G-технологии в срок с 23.1.2016 к абонентам Гомеля, Бреста, Витебска, Могилева, и Гродно, расширение покрытие 4G-сети в Минске, появление в пригородах Минска — Ждановичах, Ратомке, Колодищах, Сенице, Стайках, Тарасове и прочих.
К январю 2017 запуск LTE-Advanced был обещан более чем в тридцати белорусских городах — Борисове, Бобруйске, Молодечно, Барановичах, Солигорске, Пинске, Кобрине, Пружанах, Лиде, Мозыре, Добруше, Шклове, Орше, Полоцке, Новополоцке, Браславе, Лепеле, Верхнедвинске и других. 4G станет потенциально доступен более чем 5,5 миллионам жителей Республики Беларусь, что составит порядка 75 % населения городов страны. До 12.2017 года планировалось обеспечить 4G-связь в основных крупно населенных городах. Как перспектива рассматривается появление 4G во всех районных центрах страны.

##### 5G-сети операторов мобильной связи с доступом в интернет в Республике Беларусь с 2017[391]года
В 2015 году широкое внедрение стандарта 5G в мире ожидалось, ориентировочно, к 2020 году. Кроме того, Международный союз электросвязи запланировал к 2020 году сделать коммерческие 5G-сети общедоступными. Сроки начала работ в Республике Беларусь по проектированию сетей 5G были названы 14.12.2016: компания beCloud анонсировала начало развития технологии связи пятого поколения 5G в срок начиная с 2017 года. Ожидается, что впоследствии будет теоретически достижима скорость нисходящего потока около 1 Гбит/с и выше.
На государственном уровне «утверждение плана мероприятий по внедрению сотовой подвижной электросвязи пятого поколения (5G) и пилотных зон с учётом принятия Международным союзом электросвязи соответствующего стандарта» была анонсирована на срок до первого полугодия 2019 года силами ответственных за это исполнителей — Министерства связи Республики Беларусь, ОАЦ и операторами сотовой подвижной электросвязи.
11.04.2017 министр связи и информатизации Республики Беларусь Сергей Попков анонсировал предстоящую коммерческую эксплуатацию технологии беспроводной электросвязи 5G белорусскими операторами связи на рубеже 2018—2019 годов. Министр отметил, что технология 5G будет предназначена не для обывателя, а для обеспечения концепции «интернет вещей», «сбора и передачи больших объёмов данных телеметрии, тяжелого и супертяжелого контента». Отдельно было отмечено, что белорусские специалисты активно сотрудничает с китайскими компаниями ZTE и Huawei.
29.06.2018 было объявлено о состоявшейся стратегической встрече представителей ОАЦ при Президенте Республики Беларусь, инфраструктурного оператора beCloud и телекоммуникационной компании Turkcell, в рамках которой были оглашены совместные намерения белорусской и турецкой сторон по глобальному развитию 4G и 5G в Беларуси. Глава Turkcell Каан Терзиоглу сообщил о предстоящем участии его компании в развитии технологии LTE в Беларуси совместно с белорусскими партнёрами и текущем ведущем положении Turkcell по внедрению технологии 5G в Турции.
29.10.2019 было объявлено, что исполнительные органы власти Республики Беларусь обсуждают с A1 Telekom Austria Group создание белорусской сети 5G. По словам Александра Турчина (первого заместителя премьер-министра Республики Беларусь), на встрече с послом Австрии в Беларуси Алоизией Вергеттер прорабатывались варианты строительства сети и изучались соответствующие предложения австрийского концерна A1 Telekom Austria Group. Посол Австрии подчеркнула, что обсуждение инициативы A1 в правительстве было организовано в преддверии визита главы белорусского государства в Австрию. По словам Александра Турчина, вопрос строительства сети 5G в белорусском государстве «остается в подвешенном состоянии». Также он сообщил, что аналогичное предложение поступило в белорусское правительство от конкурента A1 Telekom Austria Group — телекоммуникационной компании.
Сети 5G, в целом, призваны воплотить идеи всеобщей связи мира людей, вещей, процессов и данных, реализовать концепцию «интернета вещей». С технологической точки зрения сети связи 5G будут иметь по сравнению с LTE 4G более высокие скорости передачи данных и низкие задержки передачи информации. Так, если в LTE предел скорости загрузки данных — до 1 Гб/сек, то для связи 5G скорость загрузки будет на порядок выше. 10.2015 производитель Nokia продемонстрировал прототип оборудования, показавшего пиковую скорость передачи данных на уровне 19 Гб/сек. при задержке передачи информации на уровне менее 1 миллисекунды (в сетях LTE задержка — 10-20 миллисекунд).
25.02.2020 было объявлено о пилотном проекте по развитию технологии 5G в индустриальном парке «Великий Камень».

###### История сети5Gот beCloud
18.04.2017 на выставке «ТИБО-2017» компании beCloud и Huawei впервые в Республике Беларусь публично протестировали скорости 5G-технологии. В ходе тестов удалось достичь скоростей потока данных порядка 2048 Мбит/с на базе зоны 5G компании beCloud, построенной в выставочном павильоне.
18.12.2018 было объявлено о запуске первых опытных зон 5G на территории Минска. Пилотное решение было основано на технологии 5GNew Radio и состояло из трех базовых станций. Станции работали в радиочастотном диапазоне 3,5 ГГц.
01.06.2021 было объявлено о начале второго этапа тестирования 5G-сетей в Беларуси. Во время опытной эксплуатации специалисты проверили реализацию технологий 5G на базе ныне работающих станций LTE. В ходе опытной эксплуатации в 5G-сети значения нисходящего к пользователям потока составили величины от 44 Мбит/с (53 % случаев), до свыше 83 Мбит/с (порядка 63 %) и изредка до 234 Мбит/с (в 10 % случаев), в то же время в LTE потока свыше 83,3 Мбит/с не фиксировалось. Всего было развернуто 87 базовых станций с поддержкой 5G. Сеть 5G была развёрнута в карьере РУП «Гранит» вблизи Микашевичей для обеспечения экспериментальной работы сети беспилотных большегрузных самосвалов и погрузчиков.
В СООО «Белорусские облачные технологии» сообщалось, что глобальная задача опытных зон — исследование рынка востребованных услуг в 5G-сетях, а также поиск эффективных бизнес-решений. Проект разработала beCloud вместе с Ericsson Nikola Tesla (используется их оборудование).
В теории для 5G-сетей предполагалось использовать частоты 6-100 ГГц и реализовать скорость работы на уровне 10 Гбит/с. В 2016 году планировалось тестирование 5G-сетей в США. Начало работы 5G ожидалось и произошло к открытию зимних Олимпийских игр 2018 года в Корее. Ожидалось, что 5G даст возможность различным устройствам использовать беспроводные сети электросвязи за счёт применения встроенных датчиков (бытовая и офисная техника, парковочные места и т. п., имеющие возможность пересылать информацию).

##### Перспективы сетей 6G и 7G операторов мобильной связи с доступом в интернет в Республике Беларусь к периоду 2030—2060 годов
В 2016 году концепция сети 6G широко не обсуждалась. С 2018 года разработки по теме беспроводной связи 6 поколения были начаты в Китае. К 05.2019 фокус-группой FG NET-2030, ранее организованной Международным союзом электросвязи, был разработан и принят прогнозный документ: «Network 2030 — A Blueprint of Technology, Applications and Market Drivers Towards the Year 2030 and Beyond. Одно из предполагаемых видений сути концепции 6-го поколения технологий беспроводной радиоволновой связи — интеграция наземных беспроводных (включая ультраплотные сотовые сети связи миллиметрового диапазона) сетей связи со спутниковыми системами для повсеместного беспроводного постоянного широкополосного глобального сетевого покрытия. Предполагалось упрощение аппаратной модернизации сетей связи; предполагалось, что сети связи 5G и 6G будут включать как расширенные возможности коммуникаций от компьютера к компьютеру, включая автоматизированные и беспилотные автономные системы доставки и транспортные системы, так и смыкание 6G с Internet-of-Everything — Интернетом всего, сетями искусственного интеллекта для достижения полного интерактивногого эффекта для пользователей. 06.06.2021 было анонсировано начало коммерческого использования сетей 6G к 2030 году по крайней мере в Китае. Согласно предварительным расчетам, скорости 6G будут примерно до 10 раз выше пиковых возможностей 5G. Среди важных возможностей 6G отмечались облачные решения в смешанной реальности, голографических и интерактивных коммуникациях, технологию цифровых двойников, а также «сенсорную взаимосвязь». Предполагается, что сети связи 6G будут использовать терагерцевый и субтерагерцевый диапазоны частот[10] и обеспечивать существенно меньший уровень задержки при передаче данных, чем сети 5G/IMT-2020.
В 2024 году заявлялось, что в Китае была проведена тестовая подача сигнала 6G со спутником с рекордной скоростью потока данных. Относительно сетей 7G даже в 2025 году не было определенного представления об их возможностях и способах доставки сигнала.

## Домашние компьютерные сети 2000-х в Минске с доступом в интернет
Середина 2002 года — в крупных российских городах домашние компьютерные сети давно стали привычными, в Минске — редкость. Появился сайт Homenet.tut.by (Минские домашние сети), посвящённый домашним компьютерным сетям. Следом появляется ряд других.
В 2007 году местными органами государственного управления и организациями ЖКХ было приказано убрать самовольно устроенные локальные сети в многоэтажных городских жилых домах.